# Bundesautobahn 5
Die Bundesautobahn 5 (Abkürzung: BAB 5) – Kurzform: Autobahn 5 (Abkürzung: A 5) – ist eine 440 Kilometer lange deutsche Autobahn. Beginnend am Hattenbacher Dreieck in Hessen verläuft sie durch die Ballungsräume Rhein-Main und Rhein-Neckar nach Süden bis zum baden-württembergischen Weil am Rhein an der deutsch-schweizerischen Grenze. Darüber hinaus ist sie Teil einer wichtigen Nord-Süd-Autobahnverbindung in Europa, die von Skandinavien bis ans Mittelmeer reicht.
Ihre Streckenführung basiert im Wesentlichen auf dem südlichen Teilstück der sogenannten HaFraBa, einer in den 1920er Jahren geplanten Autostraße von Hamburg über Frankfurt nach Basel, von der große Teilstücke in den dreißiger Jahren größtenteils als Reichsautobahn errichtet wurden. Der Bau einer zweiten Strecke zwischen Darmstadt und Heidelberg sowie die Fortführung von Karlsruhe bis zur Schweizer Grenze bei Basel wurde in den 1960er Jahren realisiert.
Mit Einführung des Nummerierungssystems der Autobahnen 1975 erhielt die Strecke ihre heutige Bezeichnung BAB 5 bzw. A 5, zuvor war die Strecke einige Jahre lang als Teil der A 10 Flensburg–Basel geführt worden. Die Autobahn ist von Nord nach Süd Bestandteil der Europastraßen E 40, E 451, E 35, E 52 und E 54. Weitgehend parallel verläuft von Gießen bis zur Schweizer Grenze die Bundesstraße 3.

## Verlauf
Die Autobahn beginnt am Hattenbacher Dreieck bei Bad Hersfeld, wo sie die nach Südwesten führende Fortsetzung der von Kassel her kommenden Hauptfahrbahn der BAB 7 bildet. Zusätzlich zu den normalen Rampen des Knotenpunkts existiert eine LKW-Spur, die an der Streckenverzweigung vorbei führt. Zunächst werden auf einer steilen und kurvigen vierstreifigen Strecke die Südausläufer des Knüllgebirges durchquert. Am Rimberg erreicht die Autobahn dabei einige Kilometer nach Beginn den mit rund 500 m ü. NN höchsten Punkt der gesamten Strecke. Es folgt ein langgezogener Abstieg ins Schwalmtal hinab nach Alsfeld. Auf der anderen Seite des Tals wird das nördliche Vogelsberggebiet erreicht, dabei geht es nach Passieren eines Höhenrückens dem Felda- und schließlich dem Ohmtal entlang. Nach dem Überqueren eines weiteren Ausläufers des Vogelsbergs zweigt am Reiskirchener Dreieck die BAB 480 nach Westen ab und die BAB 5 schwenkt mehr in südliche Richtung. In großem Abstand geht es nun an Gießen vorbei, ehe am Gambacher Kreuz die BAB 45 gekreuzt wird. Da dort keine Rampen aus nördlicher in westliche Richtung und umgekehrt existieren, muss der Verkehr in Richtung Westen die BAB 480 und den Gießener Ring nutzen.
Südlich des Gambacher Kreuzes ist die Autobahn erstmals sechsstreifig und führt am westlichen Rand der flachen und waldarmen Wetterau an Butzbach und Bad Nauheim vorbei. Bei Friedberg folgt eine bergige Strecke entlang des Wintersteins, dem östlichsten Ausläufer des Taunus. Auf der südlichen Seite folgt ein Abstieg ins Oberrheinische Tiefland, dem die Autobahn bis zum Streckenende in Basel folgt. In südlicher Richtung bietet sich ein gutes Panorama auf die Frankfurter Skyline. Am Bad Homburger Kreuz wird die BAB 661 gekreuzt und die BAB 5 führt an den nördlichen und westlichen Stadtteilen von Frankfurt am Main vorbei. Kurz hintereinander kreuzen am Nordwestkreuz Frankfurt die BAB 66 und am Westkreuz Frankfurt die BAB 648, die beide eine Verbindung in die Frankfurter Innenstadt bilden. Anschließend ist die Autobahn achtstreifig und überquert im Stadtteil Griesheim den Main. An der Bürostadt Niederrad vorbei, wird der Frankfurter Stadtwald erreicht. Es folgen mit dem Frankfurter Kreuz mit der BAB 3 der verkehrsreichste Straßenknotenpunkt und mit dem Frankfurter Flughafen der größte Flughafen in Deutschland.

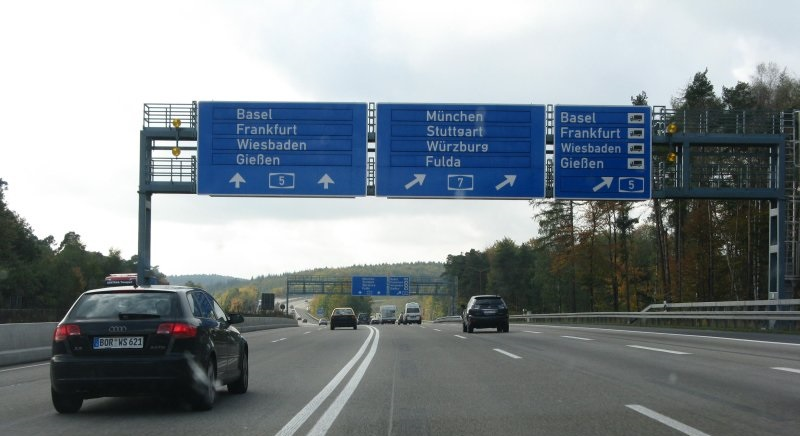
Autobahnbeginn am Hattenbacher Dreieck
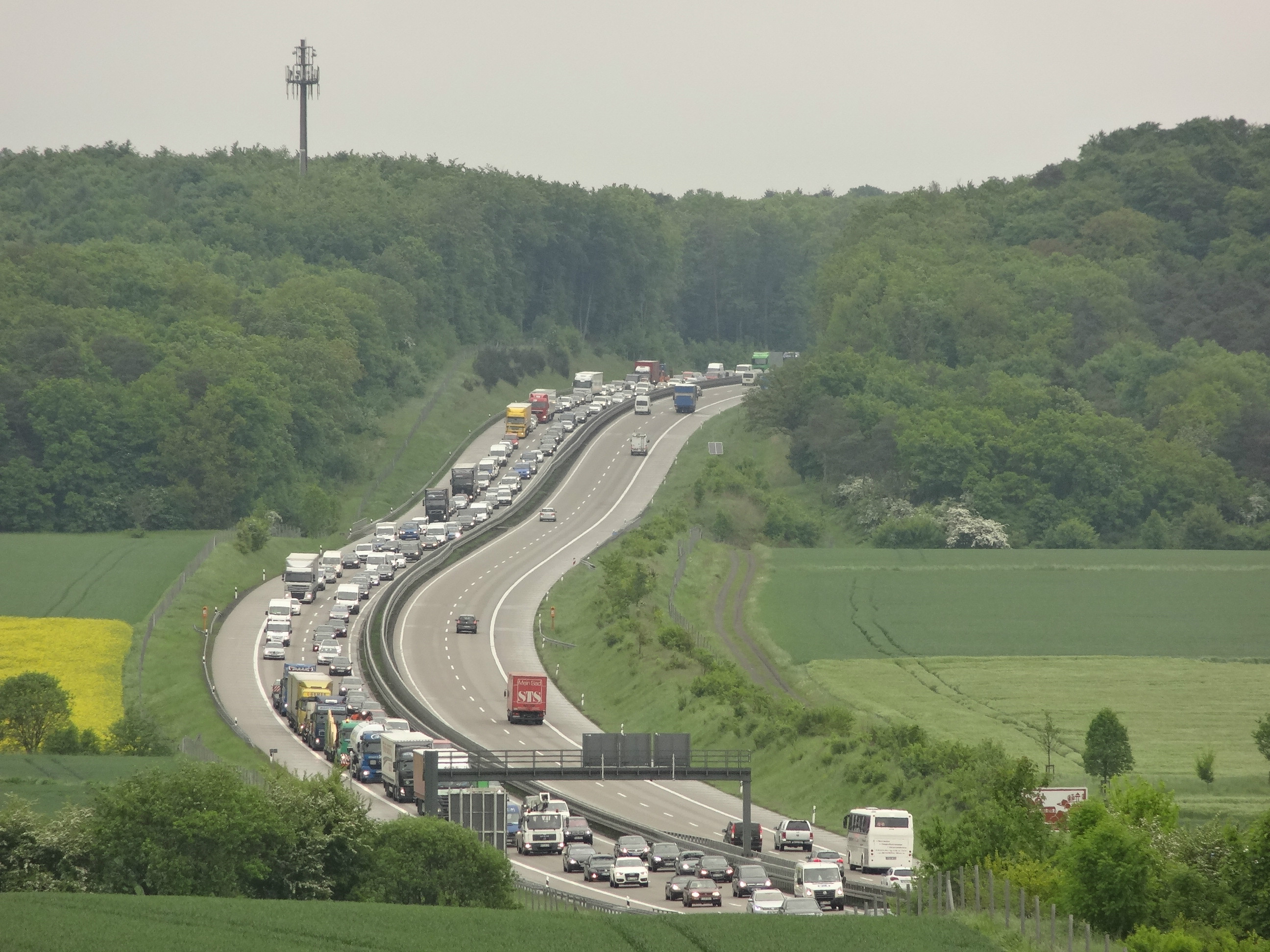
Östlich von Gießen
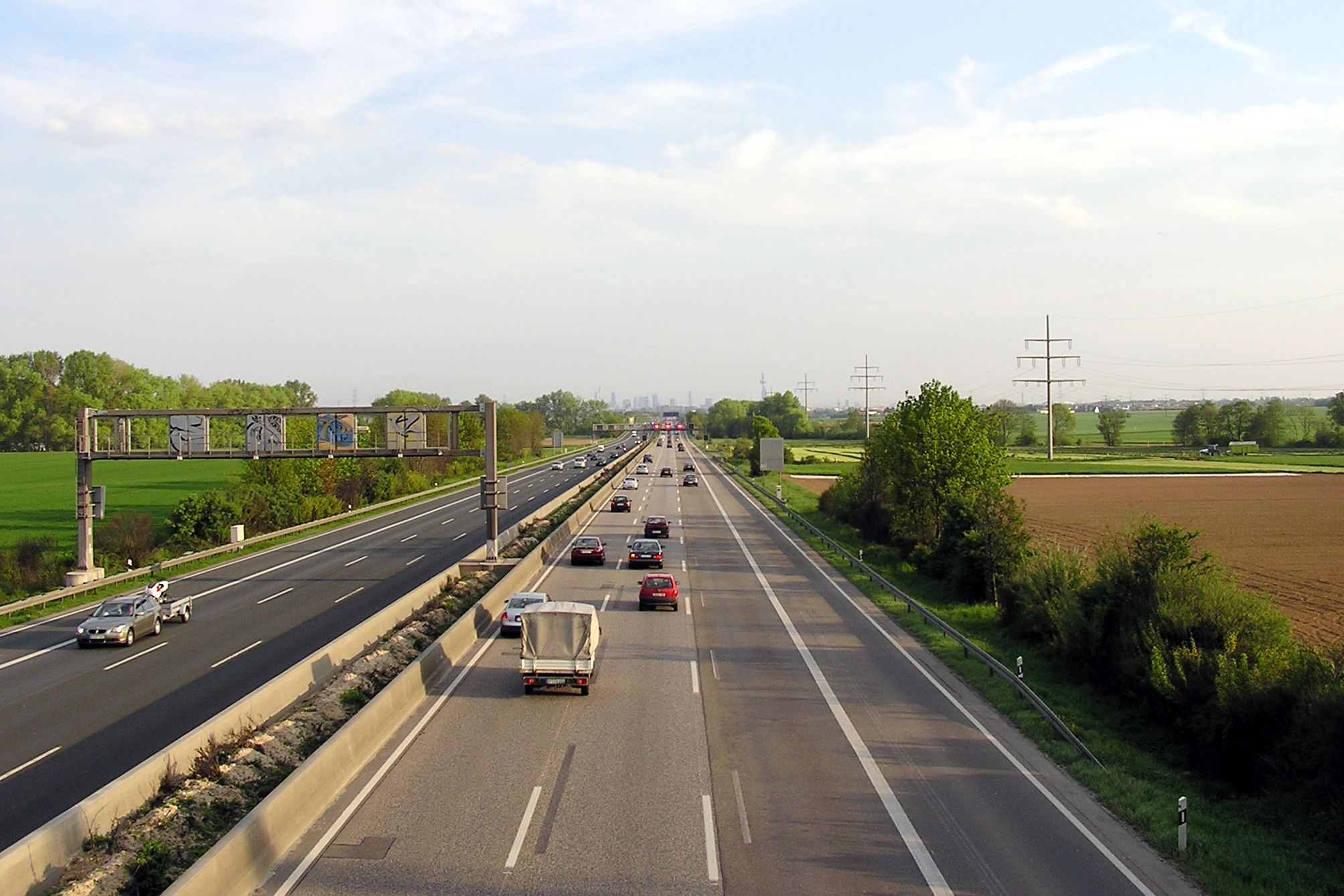
Sechsstreifige Strecke nördlich von Frankfurt
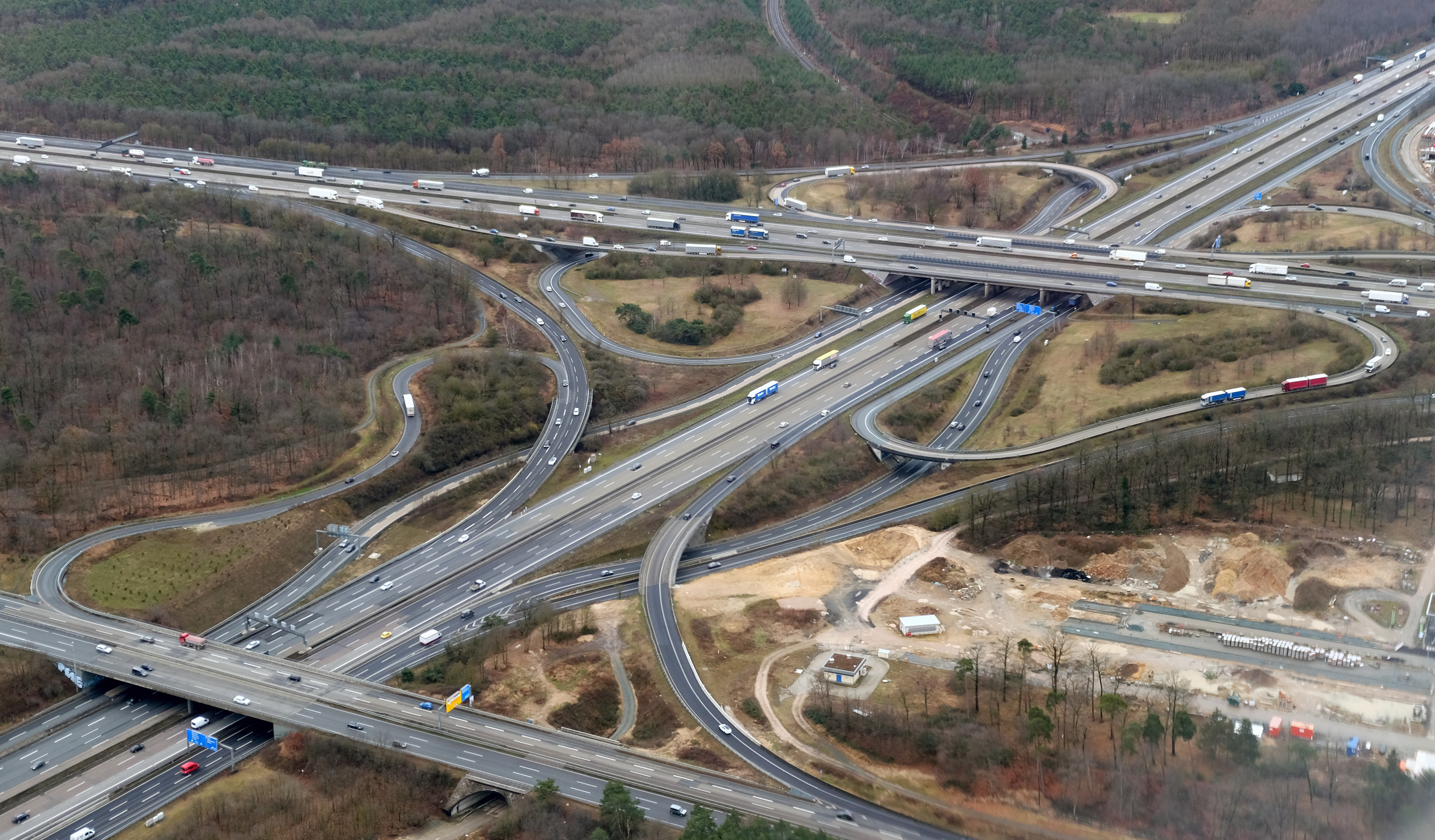
Frankfurter Kreuz

Unmittelbar östlich an mehreren Start- und Landebahnen des Flughafens vorbei, ist die Autobahn wieder achtstreifig – die Hauptfahrbahnen des Frankfurter Kreuzes sind nur sechsstreifig. Das neue Terminal 3 des Flughafens wird über eine mehrteilige Anschlussstelle angebunden, danach folgt ein geradliniger Verlauf durch zahlreiche Waldgebiete bis Darmstadt. Dort kreuzt die BAB 672 in die Darmstädter Innenstadt, direkt danach wechselt am Darmstädter Kreuz die Hauptfahrbahn der BAB 5 und tauscht sie mit derjenigen der ab hier parallel verlaufenden BAB 67. Dabei endet auch der achtstreifige Ausbau und die BAB 5 wird wieder vierstreifig.
Nachdem die BAB 5 auf die von der BAB 67 kommende Fahrbahn wechselt, schwenkt die nach Südosten verlaufende Fahrbahn nach Süden und bindet den südlichen Darmstädter Stadtteil Eberstadt an. Östlich der entlang der hessischen und später badischen Bergstraße führenden Autobahn erheben sich die Berge des bei Darmstadt beginnenden Odenwalds aus dem flachen Oberrheingraben heraus. Die parallele BAB 67 verläuft dabei einige Kilometer weiter westlich auf der alten Trasse aus den 1930er Jahren näher am Rhein entlang. Zwischen den Bergstraßenstädten Heppenheim und Hemsbach wird die Landesgrenze zwischen Hessen und Baden-Württemberg überschritten. Bei Weinheim kreuzt die BAB 659, die eine Querverbindung nach Mannheim und zur parallelen BAB 6 darstellt. Anschließend wird bei Dossenheim der Neckar überquert und Heidelberg ist erreicht. Dort kreuzt mit der BAB 656 die zweite Querverbindung nach Westen. Nach Umfahrung der westlichen Heidelberger Stadtteile wird der Schwetzinger Hardt durchquert, ehe am Autobahnkreuz Walldorf die BAB 6 gekreuzt wird und somit die Parallelführung zweier Autobahnstrecken endet. Auch der Odenwald mitsamt Bergstraße endet hier und wird vom flacheren Kraichgau fortgesetzt.

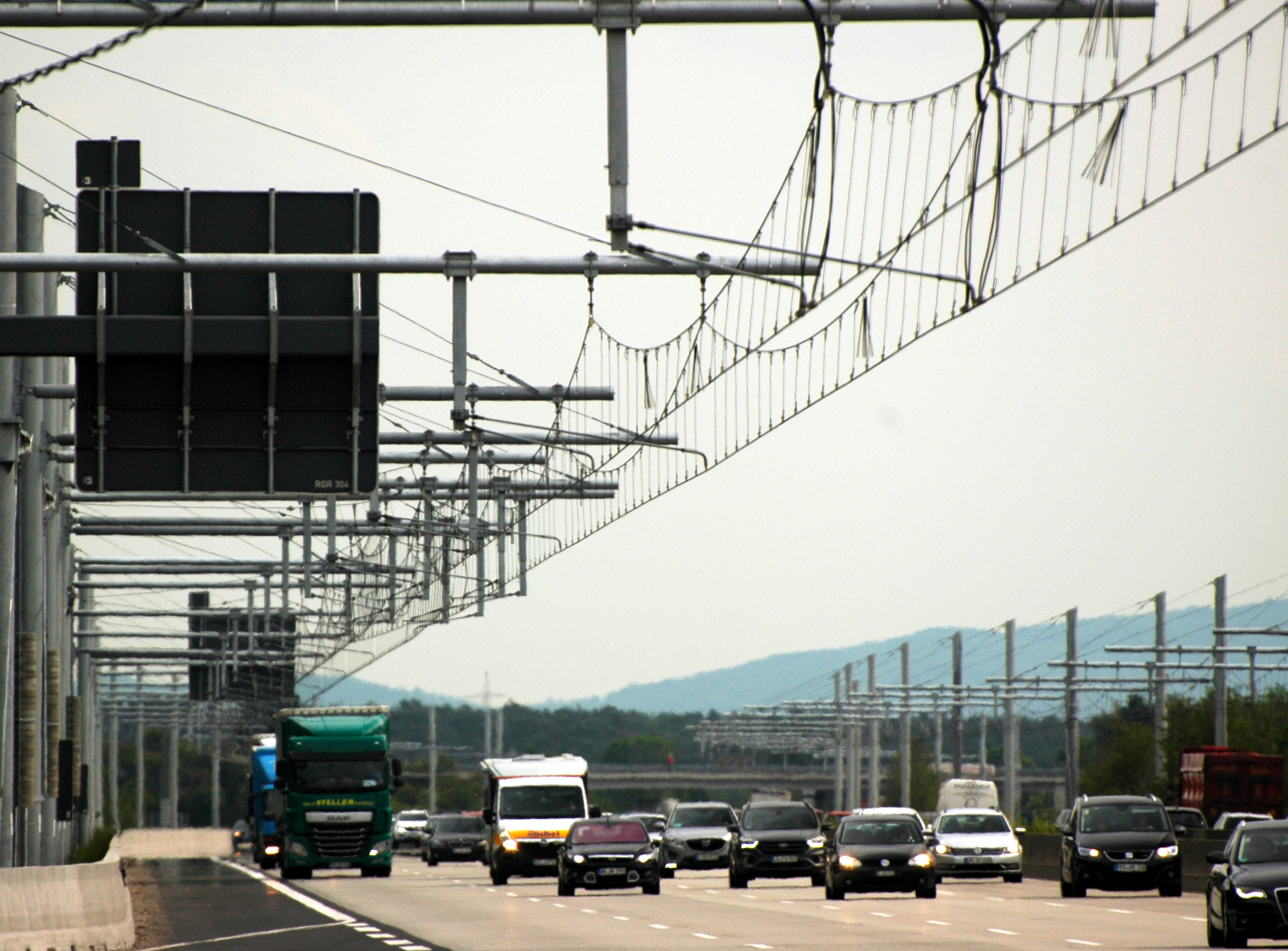
Teststrecke für Oberleitungs-LKW zwischen Langen/Mörfelden und Weiterstadt
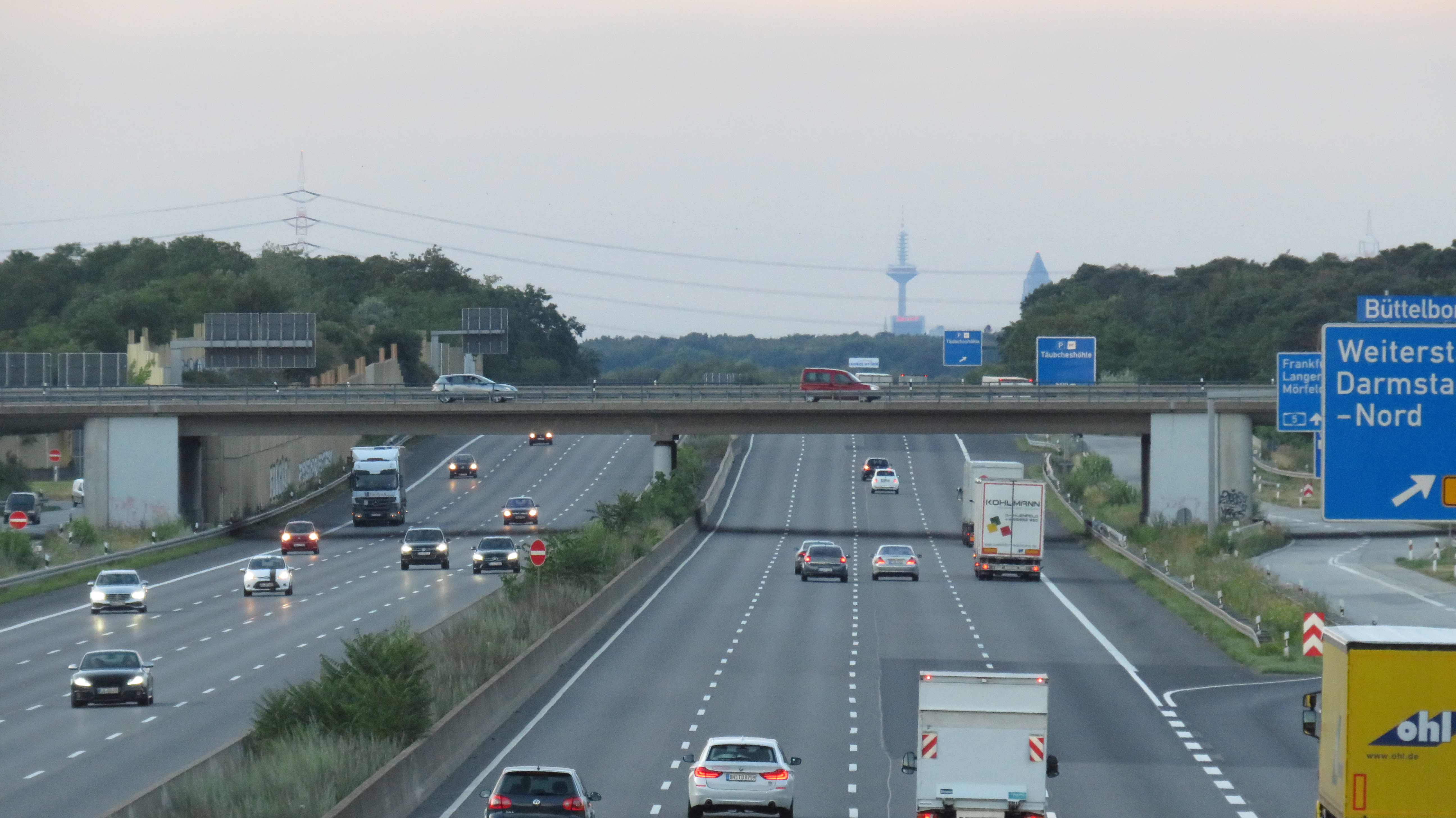
Das achtstreifige Teilstück zwischen Frankfurt und Darmstadt
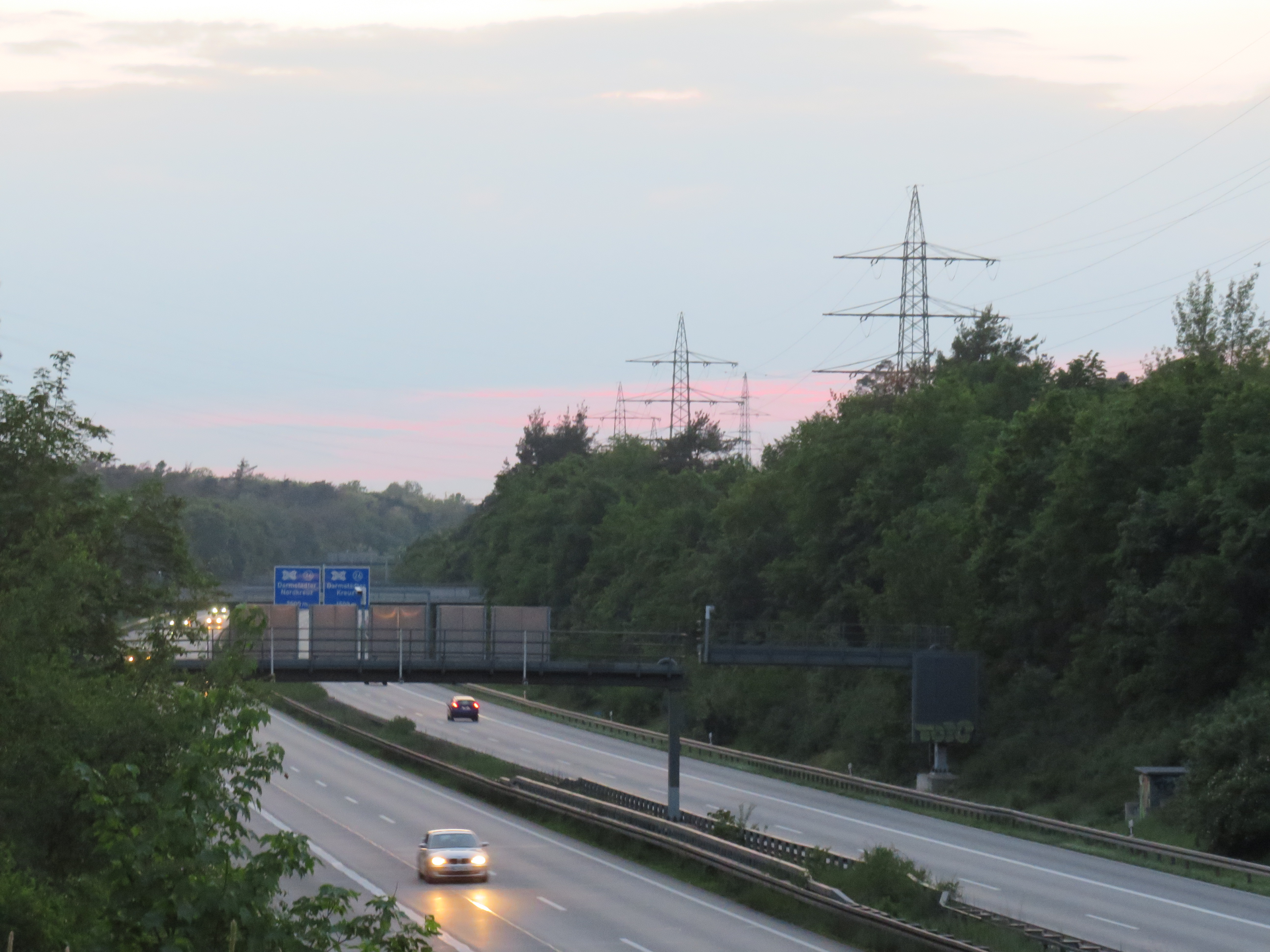
Vierstreifige Autobahn südlich von Darmstadt
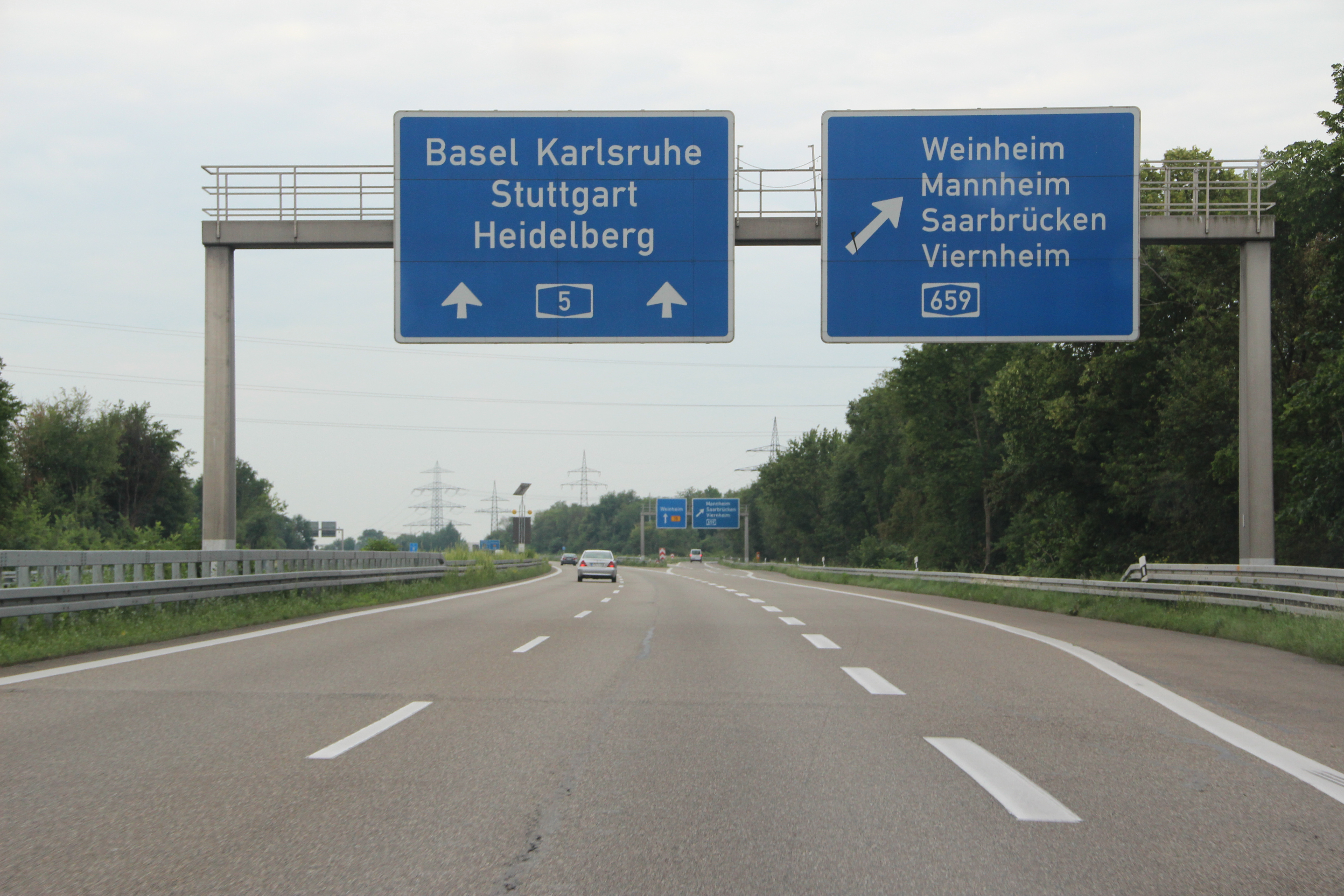
Kreuz Weinheim
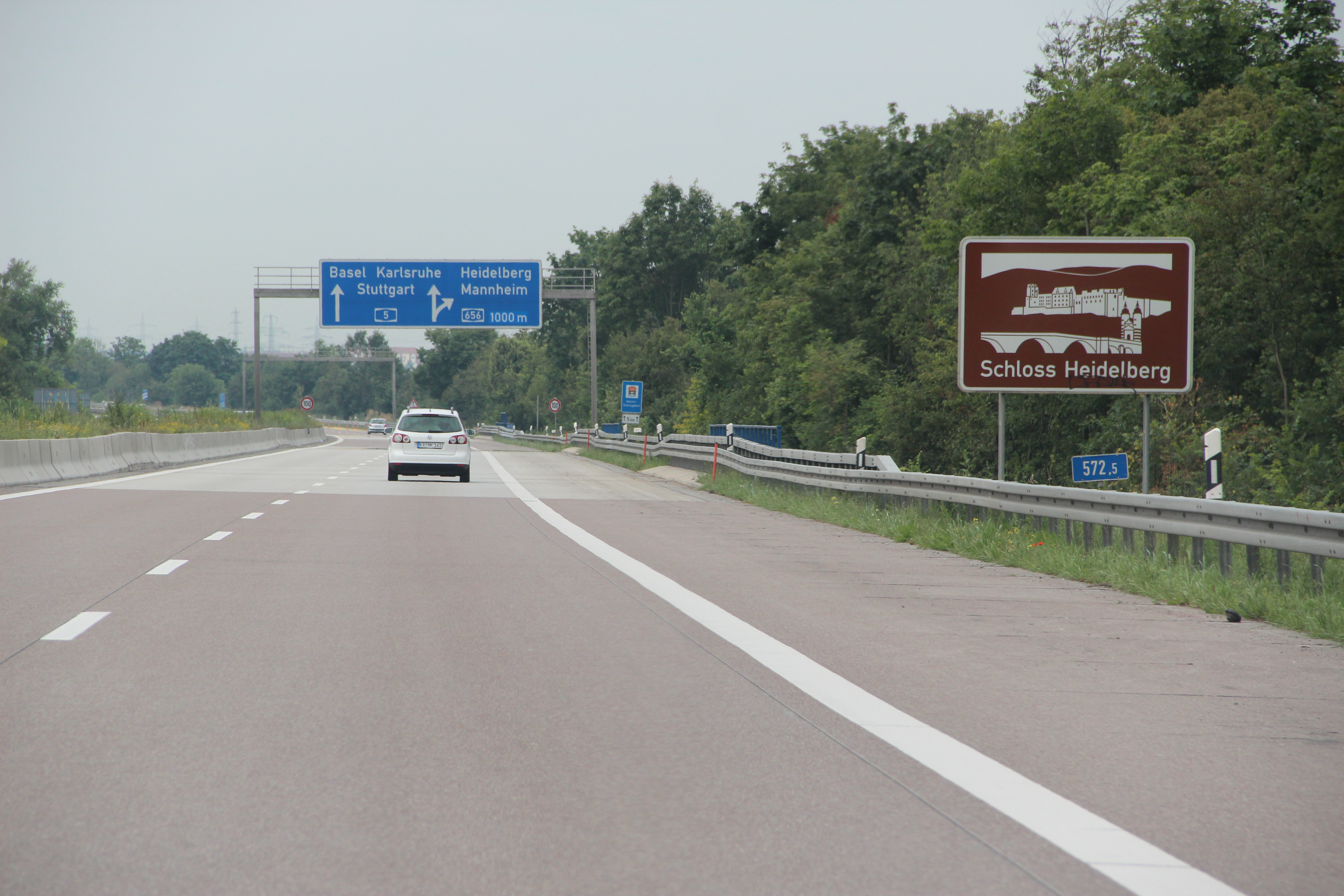
Kurz vor Heidelberg

Der Abschnitt von Walldorf bis Karlsruhe ist wieder sechsstreifig und von hohem Verkehrsaufkommen geprägt. Östlich der Autobahn erhebt sich der hügelige Kraichgau der eine niedrigere Verbindung zwischen Odenwald und dem deutlich höheren Schwarzwald bildet. Durch die zahlreichen weitläufigen Bruchwaldgebiete der flachen Oberrheinebene, zunächst den Lußhardt und später den Füllbruch, führt die kurvenarme Strecke an Bruchsal vorbei und erreicht nach einigen weiteren Kilometern das nordöstliche Stadtgebiet von Karlsruhe. Nachdem die autobahnähnliche Karlsruher Südtangente, die auf linksrheinischer Seite weiter in die Pfalz führt, angebunden wird, zweigt kurz danach die BAB 8 nach Osten ab. Anschließend umgeht die BAB 5 Karlsruhe südlich, führt in südwestliche und schließlich wieder südliche Richtung an Ettlingen vorbei und dann am Rand des hier beginnenden Nordschwarzwalds der Oberrheinebene weiter folgend nach Rastatt. Danach bildet bei Baden-Baden die B 500 eine wichtige Straßenverbindung zum französischen Autobahnnetz. Weitgehend parallel zur deutschen BAB 5 führt zwischen Karlsruhe und der Schweizer Grenze auf französischer Seite die Autoroute A 35.
In Appenweier besteht mit der B 28 die Hauptverbindung nach Straßburg, der elsässischen Hauptstadt und Sitz des Europaparlaments. Einige Kilometer weiter folgt mit Offenburg die größte Stadt zwischen Karlsruhe und Freiburg, die außerdem den Ausgangspunkt ins Kinzigtal bildet, ein wichtiger Verkehrsweg in den Schwarzwald hinein. Hier endet der sechsstreifige Ausbau und die BAB 5 ist in ihrem weiteren Verlauf nur noch vierstreifig. Weiter in Richtung Süden schwenkt die Autobahn bei Lahr/Schwarzwald kurz in Richtung des Rheins. Der Europa-Park in Rust wird mit einer eigenen Anschlussstelle angebunden. Anschließend geht es weiter nach Südosten entlang der Dreisam in Richtung Freiburg im Breisgau. Westlich der Strecke erhebt sich der Kaiserstuhl als Erhebung inmitten der Rheinebene.
An der südlichsten Großstadt Deutschlands vorbei, geht es nun wieder nach Südwesten in Richtung des Rheins, am Tuniberg vorbei nach Bad Krozingen. Danach führt die Autobahn nach Süden durch den Auwald am unmittelbaren rechten Rheinufer entlang und damit weitgehend parallel zur französischen Grenze. Hinter Neuenburg zweigt ein kurzes Autobahnstück zur französischen Autoroute A 36 ab, als Teil einer wichtigen Nord-Süd-Verbindung nach Südfrankreich und Spanien. Das bisher sehr breite Tal des Oberrheins wird nun immer schmaler, sodass bei Bad Bellingen die Autobahn unmittelbar oberhalb des Rheins am Hang entlang führt. Am Bergrücken des Isteiner Klotz vorbei folgt das Autobahndreieck Weil am Rhein, wo die BAB 98 nach Osten abzweigt und eine Nordumfahrung des Ballungsraums Basel darstellt. Einige Kilometer danach folgt bei Weil am Rhein schließlich die Gemeinschaftszollanlage, die sich noch komplett auf deutschem Gebiet befindet. Hinter der Anlage verläuft die Autobahn auf einer längeren Hochstraße und überquert die Schweizer Grenze ins Basler Stadtgebiet hinein. Die Fortsetzung auf Schweizer Seite bildet die Gotthard-Autobahn A2, die wichtigste Nord-Süd-Transitroute durch die Schweiz.

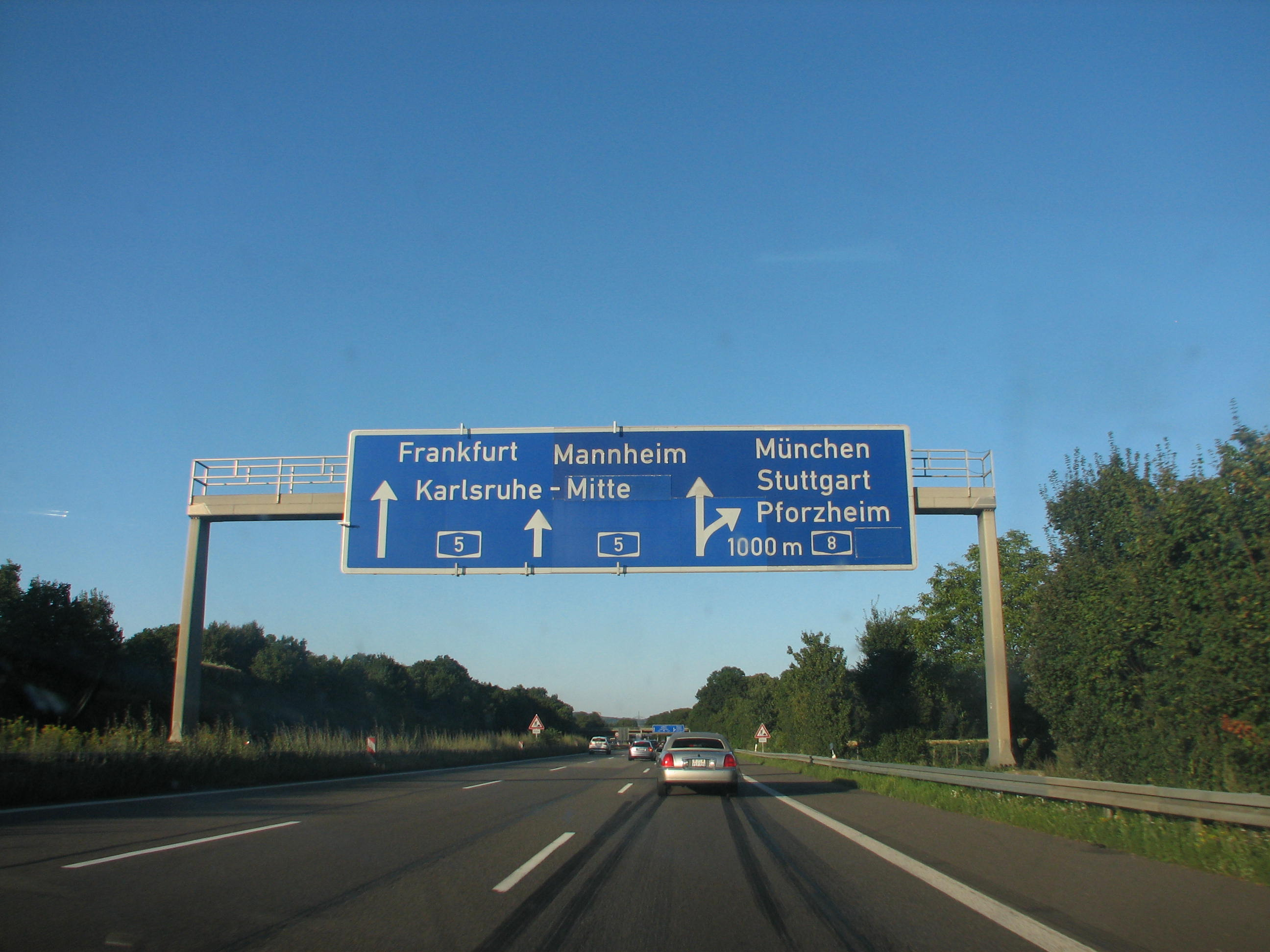
Bei Karlsruhe
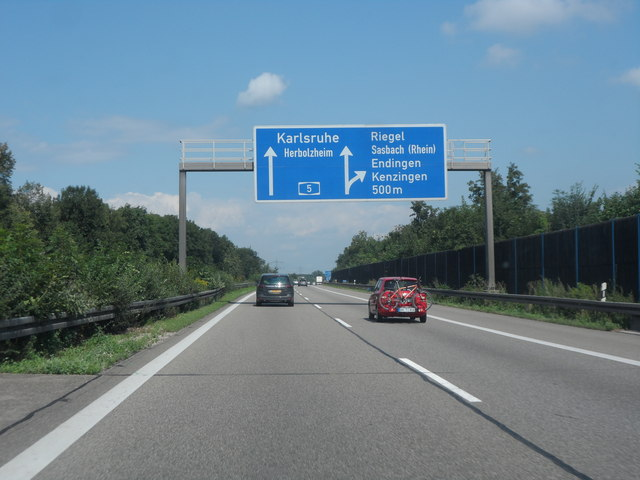
Zwischen Offenburg und Freiburg
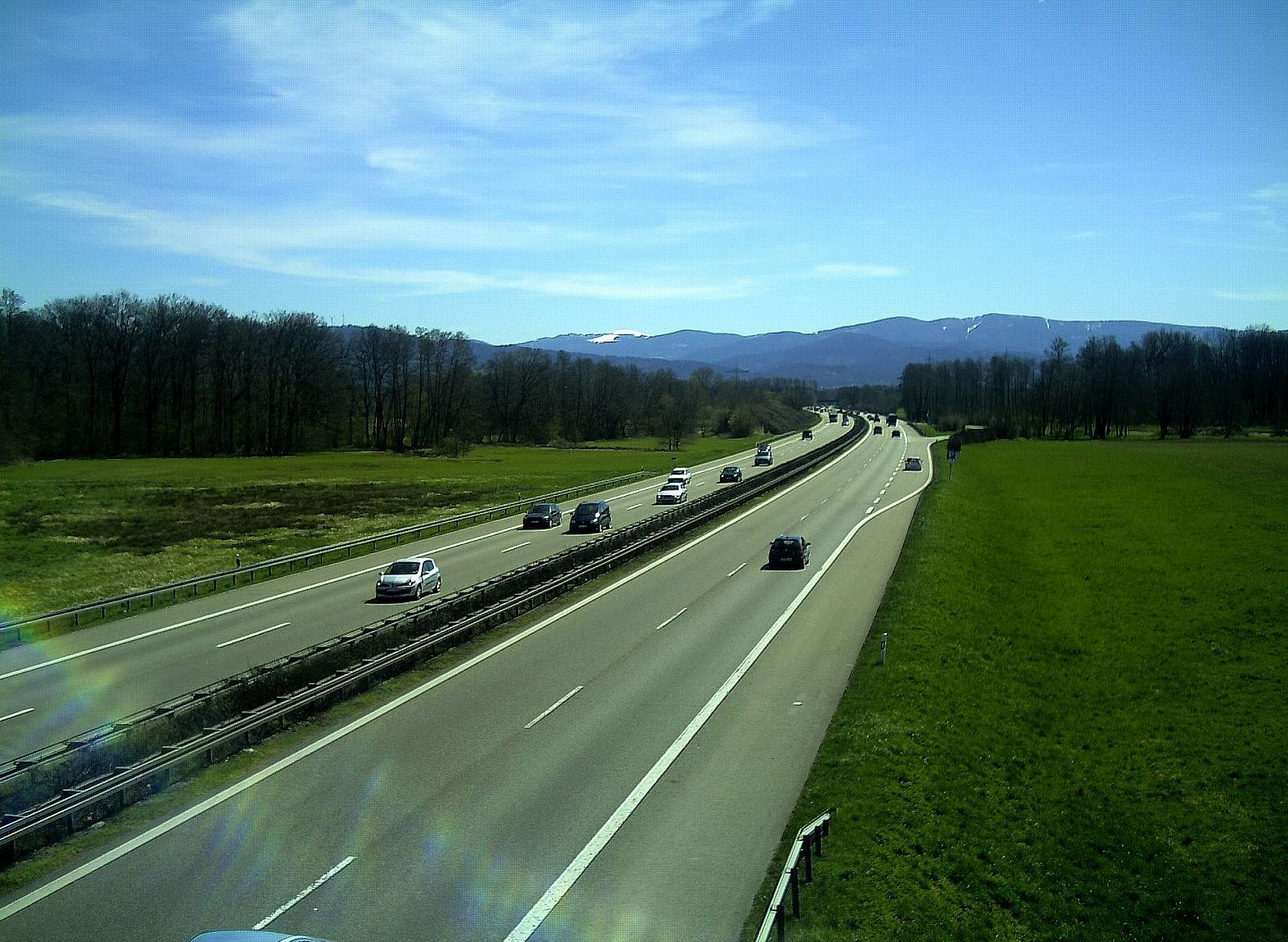
Blick auf den Feldberg bei Teningen
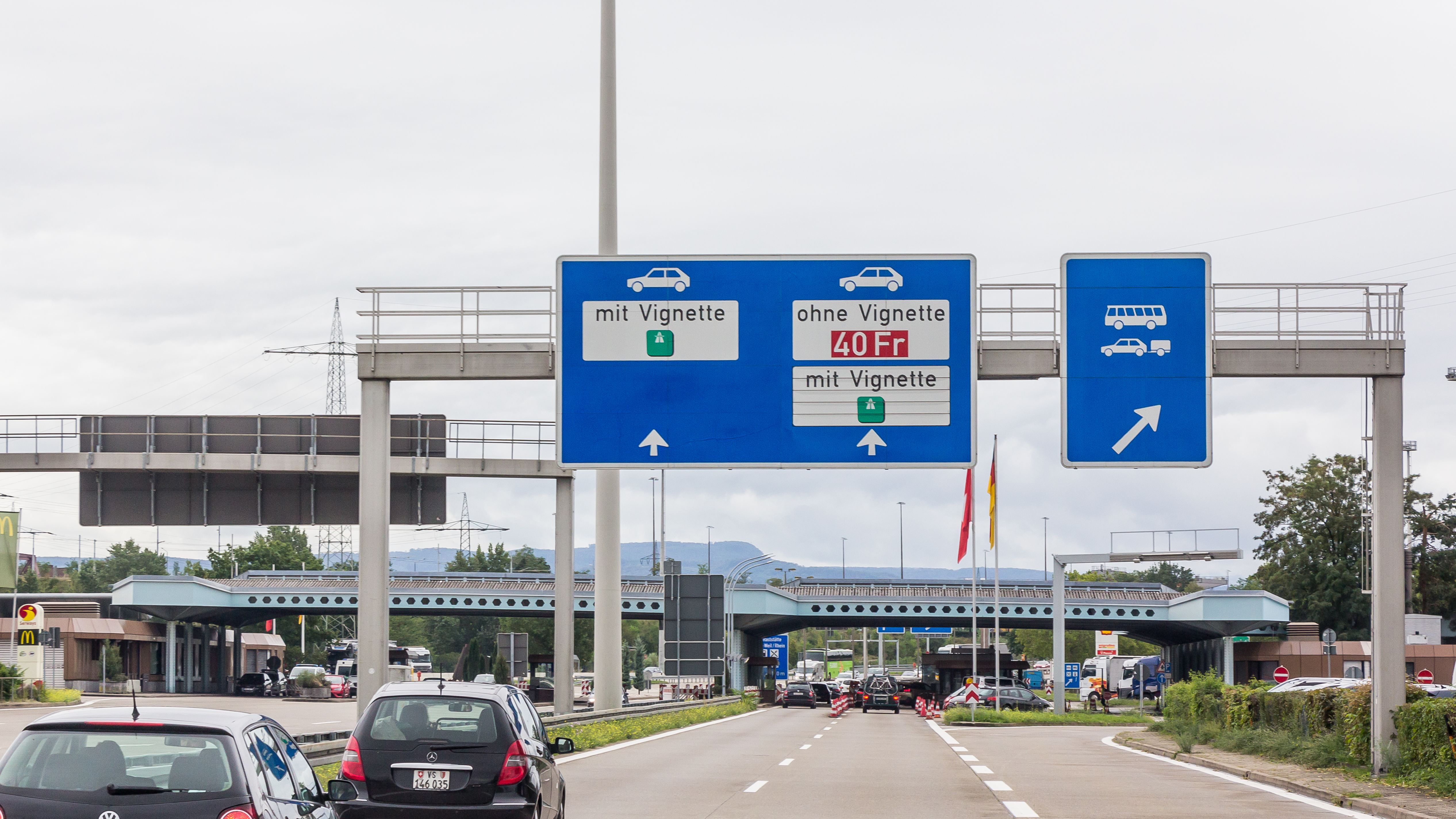
Zoll- und Grenzabfertigungsstelle zur Schweiz in Weil am Rhein

## Geschichte
Als Kernstück der zu Zeiten der Weimarer Republik baureif geplanten Autostraße Hansestädte–Frankfurt–Basel rückte die Strecke in den Fokus des nationalsozialistischen Reichsautobahn-Programms, sodass bereits 1933 mit dem Bau des ersten Teilstücks begonnen wurde. Propagandistisch wurde hiervon ausgehend der Autobahnbau als Prestigeprojekt der Nationalsozialisten verkauft. Bis zum Kriegsbeginn 1939 war der nördliche Teil bis Karlsruhe fertig gebaut und unter Verkehr. Nach Kriegsende begann in den 1950er Jahren der Weiterbau von Karlsruhe an die Schweizer Grenze bis Basel, ehe Ende der 1960er Jahre mit dem Main-Neckar-Schnellweg eine zweite, direkte Verbindung zwischen Darmstadt und Heidelberg entstand.

### Erste Planungen
Die ersten Pläne für Straßen, die ausschließlich dem motorisierten Individualverkehr vorbehalten sein sollten, kamen mit der fortschreitenden Motorisierung in den 1920er Jahren auf. Eines der wichtigsten Projekte war die vom Ende 1926 gegründeten Verein HaFraBa e. V. (Verein zum Bau einer Straße für den Kraftwagen-Schnellverkehr von Hamburg über Frankfurt a. M. nach Basel) ausgearbeitete Fernstraße von Hamburg über Frankfurt am Main an die schweizerische Grenze nach Basel. Später, etwa ab 1928, war im Norden über Zweigstrecken auch ein Anschluss an die Hansestädte Lübeck und Bremen vorgesehen (die Abkürzung HaFraBa wurde daher im Mai 1928 in Verein zur Vorbereitung der Autostraße Hansestädte–Frankfurt–Basel umgedeutet), während die Straße weiter durch die Schweiz über Zürich und Lugano nach Italien und dort über Mailand bis nach Genua führen sollte. Aufgrund mangelnder Unterstützung dieses Projektes seitens der staatlichen Stellen war eine Finanzierung durch Benutzungsgebühren (Maut) angedacht. Durch den Verein wurde schließlich Pläne ein gesamtdeutsches Grundnetz an Fernstraßen ausgearbeitet, das schon viele später realisierte Verbindungen enthielt. Ab 1929 wurde statt der vorher üblichen Bezeichnung Nur-Autostraße der von Otzen geprägte Begriff Autobahn verwendet.
Zwar stand die NSDAP im Reichstag den Straßenbauprojekten ablehnend gegenüber („Luxusstraßen der Reichen“), doch nach der Machtergreifung Hitlers im Jahr 1933 änderte sich diese Auffassung recht schnell. Hintergrund war jedoch, durch den Bau neuer Straßen einen propagandistischen Vorwand zu betreiben, um die damals hohe Arbeitslosigkeit einzudämmen. So wurde von den Nationalsozialisten der Verein HaFraBa in GEZUVOR („Gesellschaft zur Vorbereitung der Reichsautobahnen e. V.“) umbenannt und propagiert, jährlich 1000 km an Reichsautobahnen neu zu bauen. Um die Autobahn als neue nationalsozialistische Erfindung zu deklarieren, wurde die Autobahn Köln–Bonn zur Landesstraße abgestuft.

### Reichsautobahnbau (1933–1940)

#### Frankfurt–Darmstadt(–Mannheim)

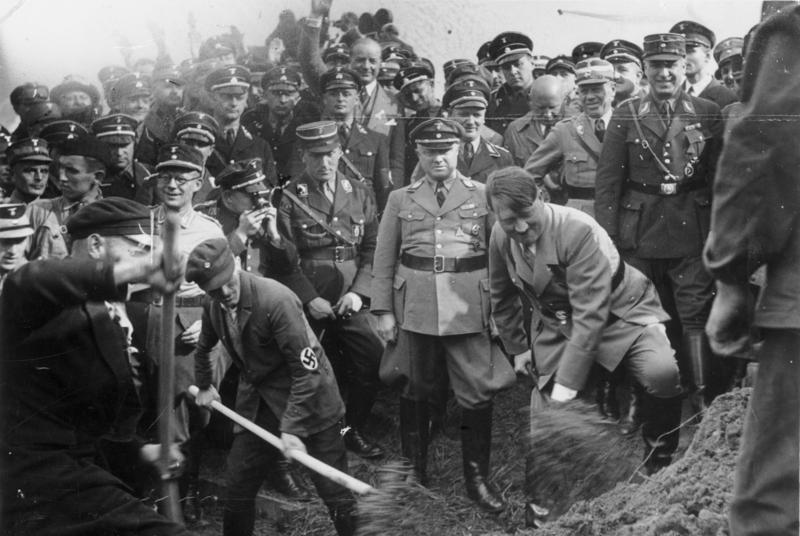
Adolf Hitler setzt symbolisch den ersten Spatenstich im Jahr 1933

Luftaufnahme der Reichsautobahn westlich von Frankfurt, 1935. In der Bildmitte die sich gerade in Bau befindliche Mainbrücke

Mit dem Spatenstich am 23. September 1933 wurde am südlichen Mainufer in Frankfurt-Niederrad unter dem Beisein von Adolf Hitler der Bau der ersten Reichsautobahn Strecke 34 von Frankfurt am Main über Darmstadt nach Mannheim mit einer Querverbindung nach Heidelberg als Teil einer Ersten Arbeitsschlacht eingeleitet. Die ersten Arbeiten für diese Strecke, etwa der Bau der Mainbrücke, starteten bereits im Juli 1933. Nach nur 20 Monaten Bauzeit wurde der Abschnitt von Frankfurt nach Darmstadt am 19. Mai 1935 als erster während der NS-Zeit fertiggestellte Strecke eröffnet; der Abschnitt von Darmstadt nach Mannheim (heute Teil des Bundesautobahnen 67 und 6) folgte am 3. Oktober 1935.
Der Einsatz von Baumaschinen war, um die Arbeitsbeschaffung zu propagieren, zunächst untersagt, weshalb alle Erdarbeiten von Hand ausgeführt wurden. Lediglich für die Verdichtungen der einzelnen Fahrbahnschichten wurden später Dampfwalzen und zum Bau der Betonfahrbahnen Straßenfertiger eingesetzt. 700 Arbeiter waren nach dem ersten Spatenstich an der Strecke beschäftigt, aber nur etwa 450 von ihnen waren neu eingestellt worden. Zu Spitzenzeiten waren im Einzugsgebiet der Obersten Bauleitung Kraftfahrbahnen Frankfurt (OBK) rund 7000 Arbeiter beschäftigt. Dennoch waren diese Zahlen im Vergleich zur damals herrschenden Arbeitslosenquote verschwindend gering. Das Hauptaugenmerk der Autobahn lag auch nicht auf der Nutzung durch den Individualverkehr, da dieser damals nach wie vor nur sehr beschränkt vorhanden war, sondern mehr auf Lastwagen und den Schnell-Omnibussen der Deutschen Reichsbahn Frankfurt–Mannheim–Heidelberg. Diese frequentierten die Strecke zwischen Darmstadt und Frankfurt sechsmal täglich in beide Richtungen.
Der Streckenverlauf basierte auf der seit 1932 baureifen Planung der HaFraBa-Strecke, die von Fritz Todt, seit Juli 1933 als Generalinspektor für das Straßenwesen verantwortlich für den Reichsautobahnbau, unverändert für den Bau übernommen wurde. Kennzeichnend für den Verlauf zwischen Frankfurt und Darmstadt ist die schnurgerade Strecke durch den Frankfurter Stadtwald und den hessischen Staatswald als kürzeste Verbindung zwischen den beiden Städten. Die Straßenbreite betrug lediglich 20 Meter, davon 7,50 m je Richtungsfahrbahn ohne Standspur und 5 m Mittelstreifen. Die Fahrbahn bestand abschnittsweise aus Beton, Pflaster und Bitumen unterschiedlicher Stärken – man wollte so unterschiedliche Straßenbeläge testen. Der nördliche Endpunkt (Bezeichnung Frankfurt-Süd) lag in Höhe des heutigen Frankfurter Kreuzes, die Anschlussstelle Darmstadt, die den Übergang zwischen den beiden Bauabschnitten markierte, führte zur heutigen B 26. Dazwischen gab es lediglich eine weitere Anschlussstelle (Mörfelden). Zwischen Darmstadt und Mannheim gab es ebenfalls nur eine weitere Anschlussstelle bei Lorsch.
Schon bei den HaFraBa-Planungen war südwestlich von Frankfurt ein Abzweig für eine in Richtung Wiesbaden führende Strecke vorgesehen. Beim Bau der Reichsautobahnen war an dieser Stelle ein Autobahnkreuz mit der Strecke Ruhrgebiet–Frankfurt–Nürnberg geplant. Während diese Strecke von Westen her kommend bis Wiesbaden noch vor dem Krieg fertiggestellt und für den Verkehr freigegeben wurde, waren die Rodungsarbeiten und der Brückenbau im Autobahnkreuz ab Ende 1939 im Gange. Inspiriert vom 1936 erbauten Schkeuditzer Kreuz bei Leipzig wurde für diesen Knoten die Form eines Kleeblatt-Kreuzes gewählt.
Dieser geplante Knotenpunkt diente als infrastrukturelle Vorleistung für die von den Nationalsozialisten vorangetriebene Luftschifffahrt. Zwar war schon in den 1920er Jahren die Verlegung des ersten Frankfurter Flughafens am Rebstock aus dem Stadtgebiet heraus vorgesehen, doch wurde dieses Vorhaben aus finanziellen Gründen nicht weiter verfolgt. Im Januar 1934 begann westlich der Reichsautobahn-Baustelle die Erschließung und Rodung eines ca. 300 ha großen Waldgebiets südwestlich der Kreuzungsstelle für den Flug- und Luftschiffhafen Rhein-Main, der als Weltflughafen tituliert im Juli 1936 dann offiziell den Betrieb aufnahm. Das Fluggelände bekam eine eigene Anschlussstelle (heute AS Zeppelinheim). Aus dem Flug- und Luftschiffhafen Rhein-Main entwickelte sich im Laufe der Zeit der Flughafen Frankfurt Main, heute größter Flughafen Deutschlands.
An der Ostseite der damaligen Anschlussstelle Darmstadt entstand 1936 die erste Autobahntankstelle Deutschlands. Sie verfügte auch über eine Haltestelle für den Omnibus Frankfurt–Mannheim.
Durch die lange gerade Strecke und die für damalige Verhältnisse relativ breite Fahrbahn erschien dieser Autobahnabschnitt geeignet für Geschwindigkeitsrekorde, die auch unter dem Zeichen der NS-Propaganda durchgeführt wurden. Am 25. Oktober 1937 stellte der Rennfahrer Bernd Rosemeyer hier mit 406,32 km/h erstmals den damaligen Geschwindigkeitsrekord auf. Bei einer weiteren Rekordfahrt am 28. Januar 1938 kam er bei einem Unfall in Höhe der Anschlussstelle Mörfelden ums Leben, nachdem sich der Rennwagen bei knapp 430 km/h mehrfach überschlug. In der Nähe dieses Ortes, am Parkplatz „Bornbruch/West“ südlich der heutigen Anschlussstelle Langen/Mörfelden, befindet sich bis heute eine Gedenkstätte.

#### (Göttingen–)Bad Hersfeld–Frankfurt

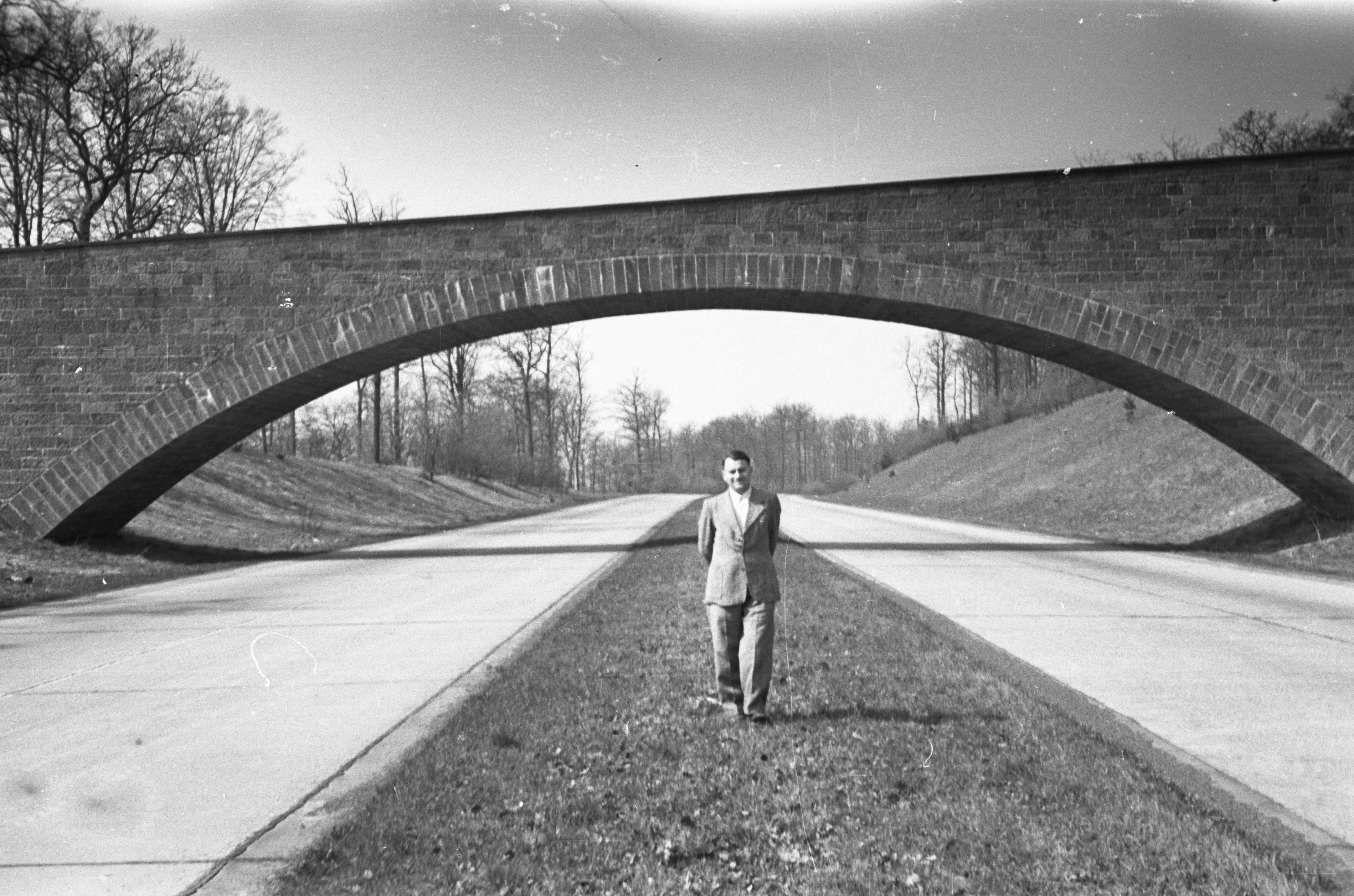
Autobahnbrücke bei Alsfeld im Jahr 1949

Offizieller Baubeginn für den ersten Bauabschnitt der Fortsetzung von Frankfurt nach Gießen war der 20. Dezember 1935. Dieses als Strecke 30 bezeichnete Autobahnteilstück, das ebenso im Wesentlichen auf den HaFraBa-Planungen basierte, wurde nach nur etwa einem Jahr Bauzeit am 7. Dezember 1936 eröffnet und führte zunächst bis nach Bad Nauheim. Obwohl große Teile der Strecke schon im September 1936 baufertig waren, verschob sich die Gesamtfreigabe wegen des regnerischen Wetters im Sommer und deshalb notwendiger Entwässerung auf Dezember. Der Abschnitt von Bad Nauheim weiter nach Oppenrod bei Gießen wurde am 17. Oktober 1937 für den Verkehr freigegeben.
Im Frankfurter Westen bestanden an der Strecke Anschlussstellen bei Bad Homburg und Friedberg. Die Anschlussstelle Bad Homburg war zunächst als einfache Zu- und Abfahrt in das nachrangige Straßennetz ausgeführt und führte auf einen Zubringer in das Bad Homburger Stadtgebiet. In den 1960er Jahren wurde die Anschlussstelle in ein Autobahnkreuz in Kleeblattform umgebaut, um die geplante Nordumgehung Frankfurt, ein Teilstück der heutigen BAB 661, anzubinden. Bei der Trassierung wurde auf der westlichen Seite des Kreuzes auf den Zubringer aus den 1930er Jahren Bezug genommen.
Die Anschlussstelle im Frankfurter Westen trug die Bezeichnung Frankfurt-Nord und war als Kleeblattkreuzung, ähnlich einem Autobahnkreuz, mit der Kraftfahrstraße Frankfurt–Höchst ausgeführt. Im dortigen nordwestlichen Quadranten befand sich ab Mai 1937 eine Autobahntankstelle, ähnlich der bei Darmstadt. Mit dem vollständigen Umbau der Kraftfahrstraße in eine Autobahn wurde in den 1970er Jahren auch diese Anschlussstelle in ein Autobahnkreuz umgebaut.
Auffällig im Vergleich zur Strecke Frankfurt–Darmstadt ist der mehr der Landschaft angepasste Streckenverlauf. Das so mögliche „Autowandern“ war Bestandteil nationalsozialistischer Propaganda, der die Leistungen im Straßenbau mit einer bewussten Inszenierung der „Deutschen Heimat“ verband. So wurde die Trasse zwischen Bad Homburg und Friedberg nicht parallel zur bestehenden Landstraße und zur Eisenbahnstrecke entlang des Niddatales, sondern über den Taunus an den Osthang des Steinkopfes rund einen Kilometer westlich geführt. Die Fahrt über diese Kuppe bietet somit nordwärts einen Blick auf die Ebene der Wetterau und in Richtung Süden auf den Frankfurter Raum.
Zwischen Gießen und Bad Hersfeld wurde der Bau ab 1936 mit großflächigen Rodungsarbeiten vorangetrieben. Auch aus Gründen der Landschaftsinszenierung wurde die vom HaFraBa e. V. geplante Streckenführung über Marburg nach Kassel nicht übernommen, sondern die Autobahn über die Höhen des Knüllgebirges nach Bad Hersfeld geführt. Bei Reiskirchen entstand ein Barackenlager für die Straßenbauarbeiter.
Der nordhessische Streckenabschnitt zwischen Göttingen und Kassel wurde bereits in mehreren Abschnitten im Laufe des Jahres 1937 fertiggestellt (näheres siehe Autobahnbau in Nordhessen (1933–1945)). Bei Hattenbach war, entsprechend dem später realisierten Hattenbacher Dreieck, ein Abzweig nach Würzburg vorgesehen (Strecke 46). Der Abschnitt von Oppenrod nach Alsfeld wurde am 4. Dezember 1938 eröffnet, womit eine durchgehende Autobahn von Göttingen über Kassel, Gießen, Frankfurt, Mannheim und Heidelberg nach Karlsruhe zur Verfügung stand. Am Rimberg östlich von Alsfeld war auf der Kuppe, die den höchsten Punkt der gesamten HaFraBa-Strecke darstellt, eine Rastanlage geplant, die vor dem Zweiten Weltkrieg allerdings nicht mehr realisiert wurde. Das heutige Rasthaus wurde 1950 gebaut.

#### Heidelberg–Karlsruhe

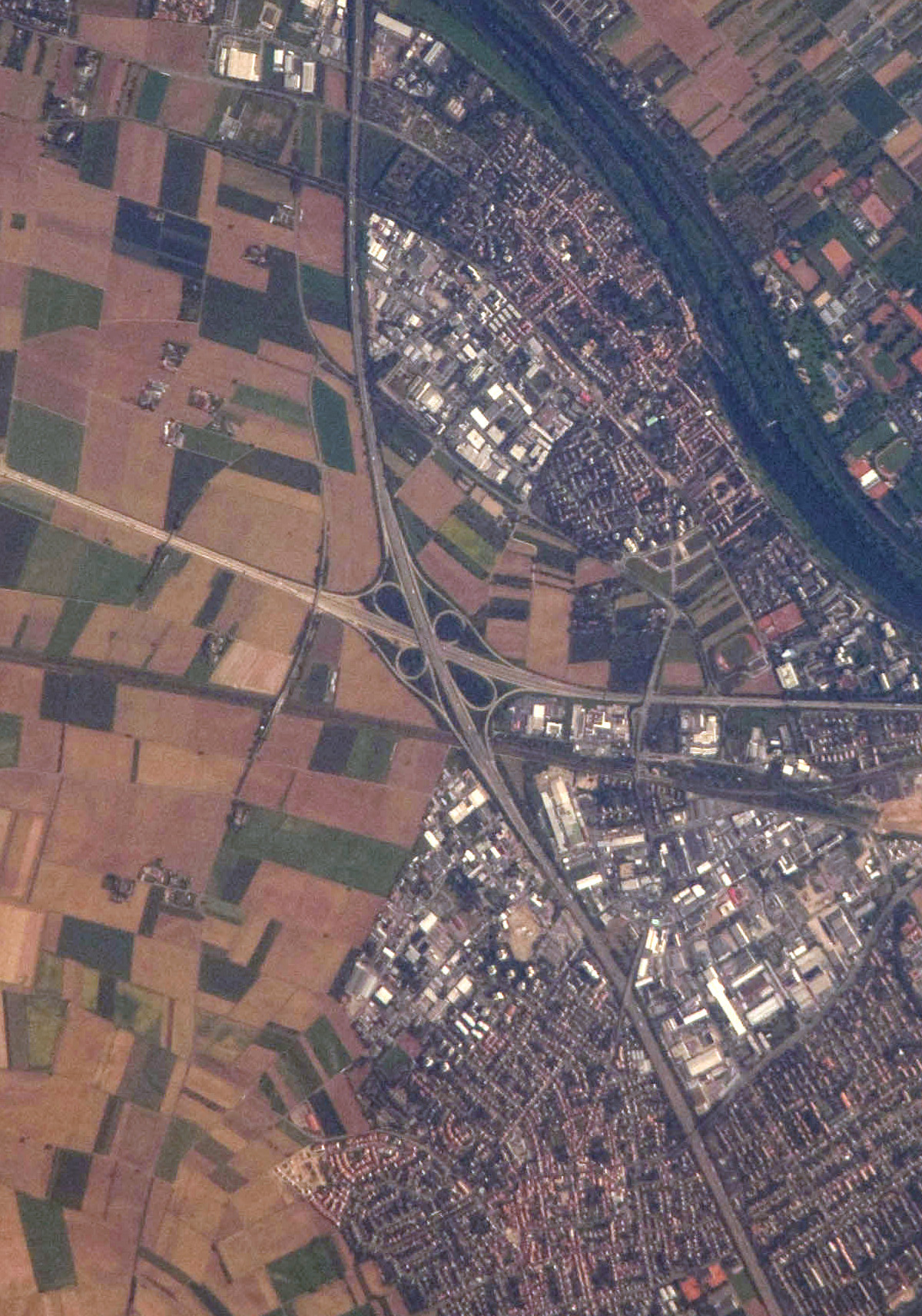
Autobahn A5 in Nord-Süd-Richtung, Autobahnkreuz Heidelberg mit A656 (O-W) bei Heidelberg

An diesem Teil der HaFraBa-Strecke wurde ebenfalls Mitte der 1930er Jahre unter der Bezeichnung Strecke 35 gebaut. Sie zweigte westlich von Heidelberg von der Querverbindung Mannheim–Heidelberg nach Süden in Richtung Karlsruhe ab. Der Abschnitt von Heidelberg bis Bruchsal wurde, zeitgleich mit der Strecke Frankfurt–Bad Nauheim und einigen weiteren Autobahnabschnitten, am 27. September 1936, eröffnet. Die Eröffnungsfeier fand am damals südlichen Autobahnende bei Bruchsal statt und stand unter dem Zeichen der NS-Propaganda, die nun verkünden konnte, 1000 km Reichsautobahn fertiggestellt zu haben. Die Zeitung „Hakenkreuzbanner“ lobt den Bau der Autobahn insofern, als es für die benötigte Trasse zu keinen Zwangsenteignungen kam – in Wirklichkeit ging der Trassenbau mit einer Flurbereinigung einher. Die Fortsetzung von Bruchsal bis Karlsruhe wurde am 1. Oktober 1937 eröffnet.
Bei Bruchsal entstand auf der östlichen und bei Karlsruhe auf der westlichen Seite eine Autobahntankstelle. In den 1970er Jahren wurden die Anlagen abgerissen.
Zwar war bis zum Zweiten Weltkrieg von Göttingen bis Karlsruhe eine durchgehende Autobahnverbindung vorhanden, jedoch bildete sie noch keine durchgehende Strecke – der von Norden her kommende Abschnitt mündete auf die Strecke Mannheim–Heidelberg, von der wiederum einige Kilometer weiter östlich der weiter nach Süden führende Abschnitt abzweigte. Erst Ende der 1960er Jahre entstand mit dem Bau der Bergstraßenautobahn die heute durchgehende Relation Frankfurt–Karlsruhe.

### Nach dem Zweiten Weltkrieg
Nachdem ab 1940 die Arbeiten an den Reichsautobahnen größtenteils und 1943 vollständig eingestellt worden waren, begann der Weiterbau in der neu gegründeten Bundesrepublik Deutschland allmählich im Laufe der 1950er Jahre mit der steigenden Motorisierung infolge des Wirtschaftswunders. Zunächst beschränkte man sich auf das Instandsetzen kriegszerstörter Bauwerke, danach auf den Weiterbau von bereits vor dem Krieg in Bau befindlicher Strecken. In den 1960er Jahren entstanden dann die ersten vollständigen Autobahnneubauten.

#### Karlsruhe–Weil am Rhein (1955–1963)
In den 1950er und 1960er Jahren wurde die Autobahn von Karlsruhe schrittweise weiter in Richtung Süden gebaut. Mit Verabschiedung des Verkehrsfinanzierungsgesetz 1955 standen aufgrund der erhöhten Mineralölsteuer dem Bund mehr finanzielle Mittel für den Straßenbau zu, weshalb zahlreiche Autobahnprojekte, die aufgrund des Zweiten Weltkrieges unterbrochen wurden, wieder aufgenommen werden konnten. Prinzipiell begann man, zunächst stückweise von Norden nach Süden und anschließend von Weil am Rhein ausgehend nach Norden zu bauen, sodass bis 1962 die letzte Lücke nördlich von Freiburg geschlossen werden konnte. Im Jahr darauf wurde das südliche Autobahnende in Weil am Rhein kurz vor der schweizerischen Grenze erreicht.
Im ersten Abschnitt zwischen der Anschlussstelle Ettlingen (damals Ettlingen/Karlsruhe-Rüppurr) und einem provisorischen Anschluss an die B 3 bei Bruchhausen wurde ab Juli 1954 wieder gebaut. Die östliche Richtungsfahrbahn der 6 km langen Strecke wurde am 18. Dezember 1954 dem Verkehr übergeben, die westliche Richtungsfahrbahn folgte erst ein Jahr später am 13. Dezember 1955. Der Abschnitt Bruchhausen–Baden-Baden folgte 1956, weiter bis Bühl wurde die Autobahn am 15. Dezember 1958 dem Verkehr übergeben. 1959 folgten die Abschnitte Bühl–Achern (Verkehrsfreigabe 11. Dezember 1959) und Müllheim/Neuenburg–Märkt (Freigabe am 19. Dezember 1959).
Beim Bau des Abschnitts zwischen Neuenburg und Märkt verloren aufgrund der beengten Platzverhältnisse einige Gemeinden ihren Zugang zum Rhein. In Rheinweiler wurde sogar der komplette Dorfkern für den Autobahnbau abgerissen, die Trasse liegt hier am Hang und weist höhenversetzte Fahrbahnen auf Stützmauern ohne Standstreifen auf. Ein 1863 durch die Zentralkommission für die Rheinschiffahrt errichteter Myriameterstein musste hier der Autobahn weichen und wurde, nachdem er mehr als ein halbes Jahrhundert lang im Besitz der Autobahnmeisterei Efringen-Kirchen war, im Oktober 2012 am Rastplatz Fischergrund wieder aufgestellt.
Am 24. Mai 1960 eröffnete der Abschnitt Achern–Appenweier, dem einige Monate später am 1. Oktober 1960 der Abschnitt Appenweier–Offenburg folgte. Am 1. August 1961 wurden zwei weitere Teilstücke der Autobahn zwischen Offenburg und Lahr sowie zwischen Freiburg-Süd (damals Anschlussstelle Tiengen) und Neuenburg für den Verkehr freigegeben. Am 24. November 1961 folgte das Teilstück Lahr–Riegel. Mit Fertigstellung des letzten Teilstücks zwischen Riegel und Freiburg-Süd war ab dem 20. Juli 1962 die Autobahn von Karlsruhe her kommend bis Märkt kurz vor Weil am Rhein durchgehend befahrbar. Eine Verlängerung um 3 km von Märkt bis zum provisorischen Autobahnende in Weil am Rhein, kurz vor der schweizerischen Grenze, wurde am 11. Juli 1963 eröffnet.

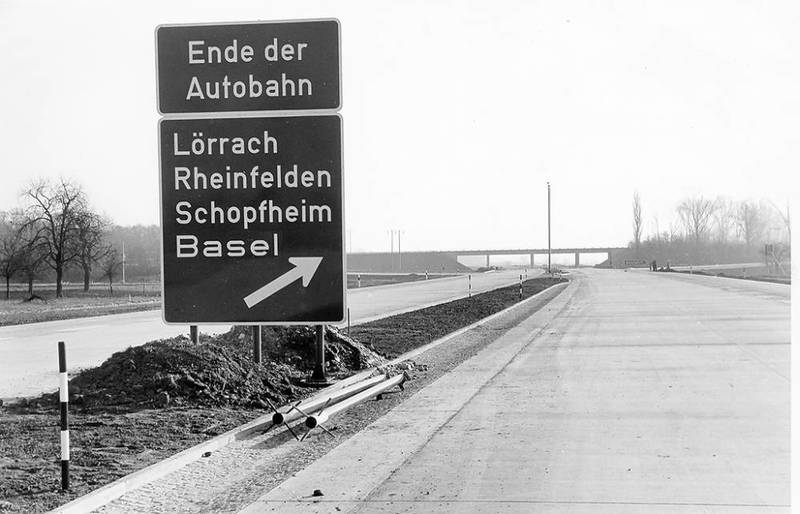
Südliches Autobahnende von 1959 bis 1963: Märkt bei Weil am Rhein, am heutigen Autobahndreieck
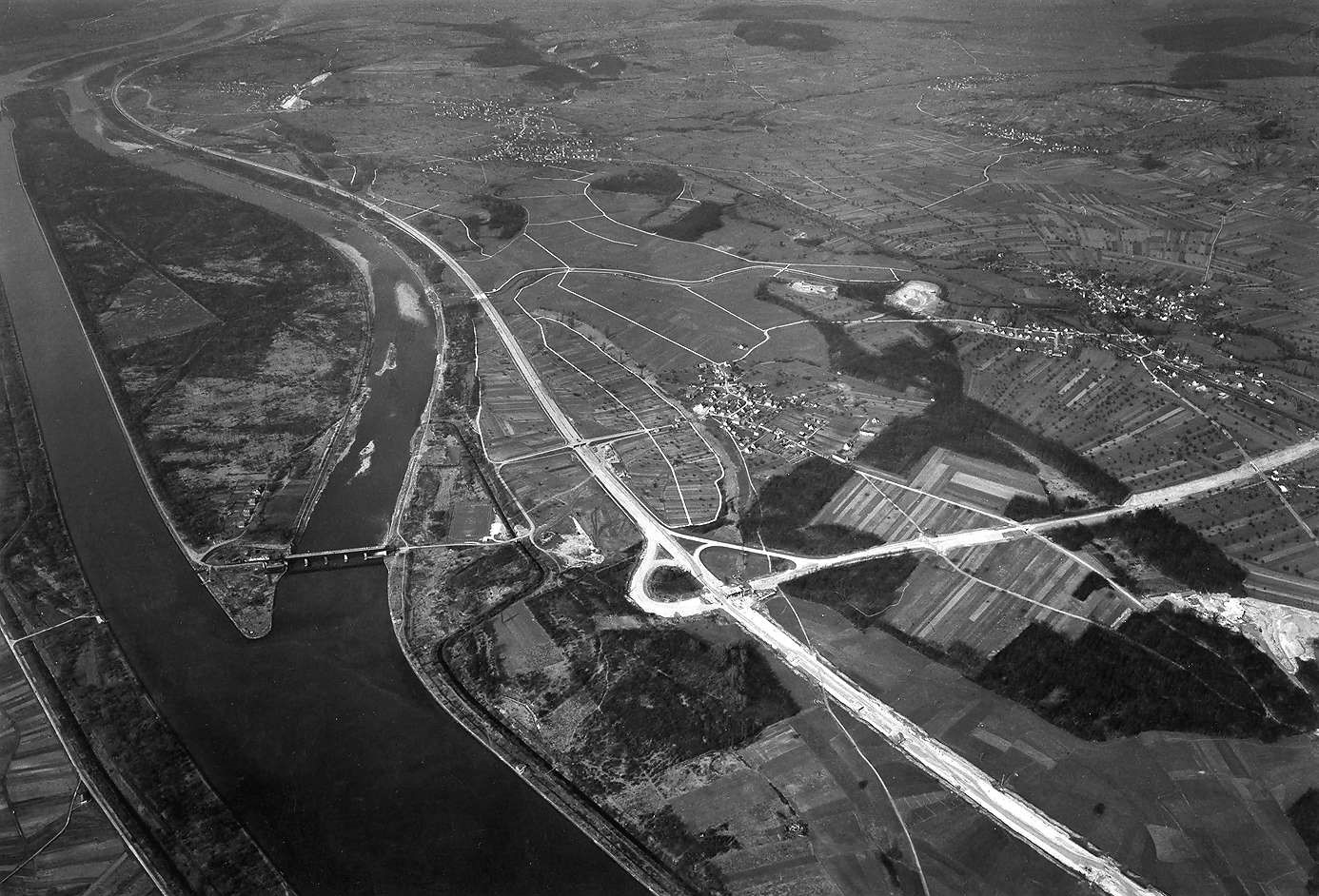
Autobahnbau zwischen Märkt und Weil am Rhein, 1962

#### Darmstadt–Heidelberg (1967–1970)
Der Bau einer zweiten Nord-Süd-Autobahn zwischen Rhein-Main- und Rhein-Neckar-Gebiet war seit Ende der 1950er Jahre vorgesehen. Erste Gespräche zwischen hessischen und baden-württembergischen Verkehrsministerien hierzu liefen 1956. In erster Linie als Entlastung für die alte HaFraBa-Strecke Frankfurt–Mannheim gedacht, sollte daher eine nach modernen Gesichtspunkten trassierte Alternativstrecke mit Standstreifen und breiterem Regelquerschnitt zur Verfügung stehen. Die 1935 errichtete Autobahn Frankfurt–Darmstadt–Mannheim, größtenteils noch im Originalzustand mit zwei Fahrspuren pro Richtung und ohne Standstreifen, wies zu diesem Zeitpunkt bereits durchschnittlich über 40.000 Fahrzeuge pro Tag auf und war damit die am stärksten befahrene Autobahn in Deutschland. Durch die Streckenführung von der Autobahn Köln–Frankfurt nordöstlich von Rüsselsheim über Darmstadt, Bensheim und Weinheim nach Heidelberg kann für den aus Richtung Köln kommenden Verkehr außerdem das Frankfurter Kreuz umgangen werden. Die Bauarbeiten für die Main-Neckar-Schnellweg oder Bergstraßenlinie genannte Strecke begannen auf hessischer Seite zwischen Darmstadt und Weinheim im Jahr 1965, auf baden-württembergischer Seite zwischen Weinheim und Heidelberg ein Jahr später, 1966. Ziel war es, die Autobahn bis zum Sommer 1970 durchgehend fertigzustellen.
Der erste Abschnitt zwischen den Anschlussstellen Pfungstadt und Zwingenberg wurde bereits 1967 dem Verkehr übergeben, ein Jahr später folgten die Abschnitte vom Darmstädter Kreuz zur Anschlussstelle Pfungstadt und von der Anschlussstelle Zwingenberg und dem Kreuz Weinheim. Die offizielle Eröffnungsfeier des 37 km langen Teilstücks zwischen Darmstadt und Weinheim fand am 23. August 1968 sowohl am nördlichen als auch am südlichen Neubaustück statt. Anwesend waren am nördlichen Ende der hessische Wirtschafts- und Verkehrsminister Rudi Arndt, am südlichen Ende der damalige Bundesverkehrsminister Georg Leber.
Mit dem Bau des Darmstädter Kreuzes entfiel die Anschlussstelle zur B 26 zwischen Darmstadt und Griesheim. Sie wurde durch eine Querspange in die Darmstädter Innenstadt (heutige BAB 672) ersetzt. Auch die in die ursprüngliche Abfahrt integrierte Autobahntankstelle fiel weg. Stattdessen wurde nördlich von Weiterstadt in den 1960er Jahren die Raststätte Gräfenhausen errichtet.
Der letzte noch fehlende Abschnitt zwischen Weinheim und Heidelberg wurde 1970 fertiggestellt und in zwei Etappen dem Verkehr übergeben. Zunächst konnte ab dem 26. Juni der Verkehr in südliche Richtung auf der westlichen Richtungsfahrbahn das Teilstück nutzen, erst ab dem 31. Juli war auch das Befahren der östlichen Fahrbahn in Richtung Norden möglich. Dies war ein Kompromiss dem Bundesverkehrsministerium gegenüber, dem Sommerreiseverkehr in Richtung Süden die Möglichkeit zu geben, die gerade fertiggestellte Strecke bereits frühzeitig zu nutzen. Der Verkehr in Richtung Norden musste während der Ferien somit noch Übergangsweise die alte Strecke zwischen Mannheim und Viernheim/Weinheim nutzen.
Von der knapp 53 km langen Strecke zwischen Darmstadt und Heidelberg liegen 28,8 km in Hessen und 24 km in Baden-Württemberg. Bis zur Neugliederung der Autobahnnummerierung im Jahr 1975 wurde die Strecke vom Mönchhof-Dreieck bis zum Kreuz Heidelberg intern als A 81 bezeichnet. Der Bau der Strecke kostete fast 300 Millionen DM, wobei 115 Millionen auf den hessischen und 180 Millionen auf den baden-württembergischen Abschnitt fielen. Die höheren Baukosten für das baden-württembergische Teilstück resultieren aus den höheren Grundstückspreisen und dem Bau der rund 400 m langen Neckarbrücke zwischen Dossenheim und Wieblingen, der 11 Millionen DM kostete. Laut Angaben des Bundesverkehrsministerium war 1968 durch die Fertigstellung des nördlichen Abschnitts bis Weinheim die alte Autobahn Frankfurt–Mannheim bereits um 40 % des Verkehrs entlastet worden.

#### Weil am Rhein–schweizerische Grenze (1980)
Die Trassierung im Bereich Weil am Rhein war bei der Reichsautobahn-Planung zur Zeit des Nationalsozialismus etwas weiter östlicher vorgesehen, so sollte die Autobahn den Güterbahnhof unterqueren und der Grenzübergang bei Riehen eingerichtet werden. Bis zur Fertigstellung der deutsch-schweizerischen Gemeinschaftszollanlage im Jahr 1980 lag das provisorische südliche Autobahnende an der Hauptstraße zwischen Weil am Rhein und Friedlingen, etwas südlich der heutigen Zollanlage und nur wenige hundert Meter von der Schweizer Grenze entfernt.
Auf Schweizer Seite wurde das erste Teilstück der damals als Nationalstraße N 2 geführten A 2 1969 im Stadtgebiet von Basel eröffnet, dabei handelte es sich um den Teil östlich der Anschlussstelle Basel-St. Jakob der weiter nach Rheinfelden führenden Strecke. Die weitere Ostumfahrung der Basler Innenstadt folgte etappenweise im Verlauf der 1970er Jahre. Die schon lange geplante Durchbindung beider Autobahnen und Errichtung eines Autobahn-Grenzübergangs im Bereich Basel/Weil am Rhein wurde 1978 konkret, als zwischen der Bundesrepublik Deutschland und der Schweizerischen Eidgenossenschaft ein Vertrag bezüglich zu regelnden Grenzfragen entlang der neu zu bauenden Strecke aufgesetzt wurde. Vereinbart wurde der Bau einer Gemeinschaftszollanlage des deutschen und Schweizer Zolls komplett auf deutschem Gebiet, im Gegenzug wurde die knapp 1,5 km lange Hochstraße, die über die Staatsgrenze führt, nach Schweizer Normen errichtet.
Die Zollanlage nahm am 14. Juni 1980 in einer ersten Ausbaustufe den Betrieb auf. Am selben Tag wurde das deutsch-schweizerische Verbindungsstück zwischen der BAB 5 und der Schweizer A 2 (damals N 2) freigegeben. Die realisierte Trasse folgt südlich der Zollanlage der vormaligen provisorischen Zufahrt weiter nach Süden und führt anschließend über eine Hochstraße, auf der die eigentliche Staatsgrenze überquert wird, bis ins Basler Quartier Kleinhüningen, wo die Strecke in die Basler Stadtautobahn (Osttangente) übergeht.
Eine Erweiterung der Zollanlage ging am 3. Januar 1983 in Betrieb. Die rund 35 ha große Anlage wird, da komplett auf deutschem Hoheitsgebiet, aufgrund zwischenstaatlicher Verträge sowohl vom deutschen als auch vom schweizerischen Zoll betrieben. Aufgrund des angrenzenden, dicht bebauten Basler Stadtgebiets war, wie bei den meisten Zollanlagen, eine Realisierung eines Teils der Anlage auf schweizerischem Gebiet nicht möglich. Zudem befindet sich in beiden Fahrtrichtungen jeweils hinter der Zollabfertigung eine Raststätte. Die Raststätte in Fahrtrichtung Basel trägt die Bezeichnung Schweizer Raststätte Basel-Weil (auf den Hinweistafeln als CH-Raststätte Basel-Weil/Rhein ausgeschildert) und wird als Nebenanlage im Sinne Art. 6 der Schweizer Nationalstrassenverordnung, allerdings außerhalb des Schweizer Staatsgebiets betrieben. Dies hat zur Folge, dass im Tankstellenshop (Schweizer Betreiber Migrolino) beispielsweise entgegen der Schweizer Gesetzeslage alkoholische Getränke verkauft werden dürfen.

### Einführung der BezeichnungBundesautobahn 5
Zum 1. Januar 1975 wurde für die Autobahnen in der Bundesrepublik Deutschland und West-Berlin ein neues, einheitliches Nummerierungsschema eingeführt. Waren zunächst nur intern geführte Nummerierungen verwendet worden und auf den Wegweisern ausschließlich die Nummern der auf der Trasse verlaufenden Europastraßen ausgeschildert, wurde die neue nationale Nummerierung vorgezogen. Ein zuvor im Bedarfsplan Bundesfernstraßen 1971–1985 beschriebenes System, das den vom Berliner Ring abzweigenden Strecken die einstelligen Nummern A 1 bis A 6 zuordnete, konnte sich, auch im Hinblick auf die damals noch bestehende Deutsche Teilung, nicht durchsetzen. Als A 5 wäre demnach die damals in der DDR liegende Strecke Berlin–Frankfurt/Oder, die heutige Bundesautobahn 12, an die polnische Grenze, bezeichnet worden.
Mit der Einführung des heute bestehenden Systems, das den für den Fernverkehr wichtigsten Strecken, die größtenteils schon zu Zeiten der Weimarer Republik als Hauptstrecken vorgesehen waren, einstellige Nummern zuordnete, wurde die Strecke von Gießen, später vom Hattenbacher Dreieck bis nach Basel als Bundesautobahn 5 bezeichnet – das vorher angewendete System bezeichnete die Strecke Flensburg–Basel als A10. Der Abschnitt von Flensburg zum Hattenbacher Dreieck gehört heute zur A 7.
Zwischen Darmstadt und Heidelberg wurde die A 5 auf die Trasse des Main-Neckar-Schnellweges gelegt, da diese nahtlos nach Basel weiterführt. Die alte Strecke von Darmstadt nach Mannheim aus den 1930er Jahren wurde, genau wie der Abschnitt von Mönchhof-Dreieck zum Darmstädter Kreuz, als A 67 gewidmet. Durch den Fahrbahnwechsel der jeweiligen Autobahnen am Darmstädter Kreuz entfällt ein doppelt nummerierter Abschnitt mit der A 6 bei Mannheim.

### Liste der Verkehrsfreigaben
| Abschnitt                                    | Jahr | km    |
| -------------------------------------------- | ---- | ----- |
| Hattenbacher Dreieck–Fernwald                | 1938 | 65 km |
| Fernwald–Bad Nauheim                         | 1937 | 20 km |
| Bad Nauheim–Frankfurt                        | 1936 | 40 km |
| Frankfurt–Darmstädter Kreuz                  | 1935 | 22 km |
| Darmstädter Kreuz–Darmstadt-Eberstadt        | 1968 | 6 km  |
| Darmstadt-Eberstadt–Zwingenberg              | 1967 | 11 km |
| Zwingenberg–Kreuz Weinheim                   | 1968 | 22 km |
| Kreuz Weinheim–Kreuz Heidelberg              | 1970 | 16 km |
| Kreuz Heidelberg–Bruchsal                    | 1936 | 33 km |
| Bruchsal–Karlsruhe                           | 1937 | 17 km |
| Karlsruhe–Ettlingen                          | 1938 | 5 km  |
| Ettlingen–Bruchhausen                        | 1955 | 6 km  |
| Bruchhausen–Baden-Baden                      | 1956 | 22 km |
| Baden-Baden–Bühl                             | 1958 | 9 km  |
| Bühl–Achern                                  | 1959 | 10 km |
| Achern–Offenburg                             | 1960 | 22 km |
| Offenburg–Riegel                             | 1961 | 39 km |
| Riegel–Freiburg-Süd                          | 1962 | 22 km |
| Freiburg-Süd–Müllheim/Neuenburg              | 1961 | 25 km |
| Müllheim/Neuenburg–Märkt                     | 1959 | 25 km |
| Märkt–Weil am Rhein/Huningue                 | 1963 | 3 km  |
| Weil am Rhein/Huningue–schweizerische Grenze | 1980 | 2 km  |

### Nicht realisierte Pläne

A 5-Planung; blau: heutiger Autobahnausbau, orange: geplant im Jahr 1976

Im Unterschied zu den meisten einstelligen Bundesautobahnen, d. h. den Hauptstrecken, ist die A 5 relativ kurz und durchzieht Deutschland auch nicht komplett, sondern beginnt in der Mitte des Landes. Diese Tatsache ist ein Relikt aus den 1970er Jahren, als 1975 mit der Einführung des heutigen Nummerierungssystemes als Bundesautobahn 5 eine Autobahnstrecke von der Nordseeküste bei Nordenham über Bremen, Syke, Sulingen, Ostwestfalen-Lippe, Warburg, Korbach und Marburg bis in etwa zum heutigen Reiskirchener Dreieck geplant war, wo sich die A 5 weiter auf der bestehenden Trasse nach Frankfurt und Basel fortsetzt. Der Abschnitt zwischen dem Hattenbacher und dem Reiskirchener Dreieck wurde daher nicht der A 5 zugeschlagen, sondern bekam, genau wie die heutigen Bundesautobahnen 480 und 64, die Nummer A 48 – geplant war damals eine durchgehende Autobahn vom Hattenbacher Dreieck über Gießen, Wetzlar, Koblenz und Trier nach Luxemburg.
Als 1985 die Planungen für die nördliche A 5 (Bezeichnung vor 1974 A 100) aufgegeben wurden, bezog man die durchgehende Strecke zum Hattenbacher Dreieck schließlich in die A 5 mit ein und gab schließlich auch die Pläne zur A 48 auf. Seit 1992 besteht diese nur noch aus der Strecke Dreieck Vulkaneifel–Dreieck Dernbach in Rheinland-Pfalz. Auswirkungen auf die Nummern der Anschlussstellen hatte dies nicht, da diese Nummern ebenfalls erst 1992 eingeführt wurden.
Das einzige Relikt der A 5 nördlich von Gießen ist die B 611 zwischen den Bundesautobahnen A 30 und A 2. Die B 611 ist auf einem kurzen Stück autobahnähnlich ausgebaut. Bis zur Fertigstellung der Nordumgehung von Bad Oeynhausen war das Dreieck Löhne eine Anschlussstelle der A 30 in Form eines unfertigen Autobahnkreuzes, das die B 61 an die A 30 anband.

### Neue und umbenannte Anschlussstellen
- Die Anschlussstelle Bad Nauheim (13) wurde erst in den 1990er Jahren mit dem Bau der Umgehungsstraße Bad Nauheim im Zuge der B 3 gebaut. Die vormals als „Bad Nauheim“ bezeichnete Anschlussstelle weiter südlich wurde dabei in Ober-Mörlen (14) umbenannt.
- Mehr als ein halbes Jahrhundert lang war Anschlussstelle Frankfurt-Niederrad (21), die auch die Bürostadt Niederrad, einen wichtigen Gewerbestandort, anbindet, nicht vollständig ausgebaut, da eine Abfahrt aus Richtung Norden zum Schwanheimer Ufer fehlte. Nur über das Wenden im folgenden Frankfurter Kreuz durch Befahren zweier Ohren war von dort die Anschlussstelle zu erreichen, was einen Umweg von mehreren Kilometern bedeutete. Da sich unmittelbar nördlich der Anschlussstelle Niederrad der Main bzw. die Europabrücke befinden, hätte eine Ausfahrt dort nur mit einem hohen Aufwand realisiert werden können. Die Abfahrtsrampe aus nördlicher Richtung wurde daher etwa 1000 m südlich der bestehenden Anschlussstelle errichtet und führt auf die Straßburger Straße. Nach knapp zwei Jahren Bauzeit wurde sie am 8. Juli 2013 für den Verkehr freigegeben. Die Gesamtkosten für diese Maßnahme beliefen sich auf rund sechs Millionen Euro, wovon der Bund rund 70 Prozent übernommen hat.[64]
- Die Anschlussstelle Weiterstadt (25) entstand Ende der 1970er Jahre und wurde im Zuge der Erweiterung des Gewerbegebietes in einen höhenfreien Kleeblatt-Knotenpunkt umgebaut. In nördlicher Fahrtrichtung wurde zwischen dem Darmstädter Nordkreuz und Weiterstadt Ende Mai 2020 der Standstreifen in einen zusätzlichen Fahrstreifen ummarkiert. Da es regelmäßig zu Rückstaus von der B 42 als Zubringer in den Darmstädter Norden kam, wurden die Beschleunigungs- bzw. Verzögerungsspur der beiden Anschlussstellen durchgezogen. Dadurch sollen die Beeinträchtigungen auf die vier durchgehenden Fahrstreifen reduziert werden.[65]
- Die Anschlussstelle Pfungstadt (27) wurde 2004 in Darmstadt-Eberstadt umbenannt, da auf der parallelen BAB 67 eine neue Anschlussstelle mit diesem Namen eröffnete.
- Die Anschlussstelle Karlsruhe-Nord (43) wurde am 5. März 2007 nach mehr als drei Jahren Bauzeit eröffnet. Sie ist Teil der umstrittenen Karlsruher Nordtangente, die derzeit Hagsfeld mit der B 10 bei Grötzingen verbindet. Die Gesamtkosten für dieses Teilstück belaufen sich auf rund 11 Mio. Euro.[66]
- Im Zuge des sechsstreifigen Ausbaus südlich von Karlsruhe wurden Ende der 1980er Jahre die Anschlussstellen Karlsruhe-Rüppurr/Ettlingen in Ettlingen (47) und Ettlingen/Karlsruhe-Rheinhafen (48) in Karlsruhe-Süd umbenannt.
- Am 28. April 2008 konnte nach mehr als zwei Jahren Bauzeit die neu errichtete Anschlussstelle Rastatt-Süd (50) für den Verkehr freigegeben werden. Sie wurde zusammen mit der Ortsumgehung von Sandweier im Zuge der B 3 errichtet, wobei die gesamte Baumaßnahme rund 11 Mio. Euro gekostet hat. Gleichzeitig wurde die bisherige Anschlussstelle Rastatt in Rastatt-Nord umbenannt.[67]
- Die Anschlussstelle Rust (57b) wurde am 15. März 2002 durch den damaligen baden-württembergischen Umwelt- und Verkehrsminister Ulrich Müller dem Verkehr übergeben. Sie dient hauptsächlich als Zubringer zum Europa-Park, mit dem sie über die Kreisstraße 5349 direkt verbunden ist. Die Anschlussstelle wurde nötig, nachdem sich der An- und Abreiseverkehr zum Park durch die Ortsdurchfahrten von Kappel und Grafenhausen drängte. Schon 1976, nur ein Jahr nach Eröffnung des Parks, bildete sich eine Interessengemeinschaft für eine Verkehrsberuhigung. Mitte der 1990er Jahre befürwortete ein Verkehrsgutachten den Bau der neuen Anschlussstelle, das Bundesverkehrsministerium stimmte dem unter der Bedingung zu, dass als zusätzliche Maßnahme die Parkraumsituation am Europa-Park neu geordnet wird. Hierzu wurde die K 5349 als dreispurige, kreuzungsfreie Straße mit dynamischer Fahrstreifenfreigabe realisiert. Der erste Spatenstich wurde schließlich am 27. April 1999 ausgeführt,[68] nach dreijähriger Bauzeit wurde die Anschlussstelle im März, die Zubringerstraße im Juni 2002 fertiggestellt.[69]

## Verkehrsaufkommen
Große Teile der BAB 5 sind aufgrund ihrer Funktion als Nord-Süd-Hauptverkehrsroute mit gleichzeitiger Erschließung wichtiger Metropolregionen von starken Verkehrsaufkommen geprägt. Dazu zählen insbesondere die mehrstreifig ausgebauten Teilstücke vom Gambacher Kreuz an Frankfurt am Main vorbei bis zum Darmstädter Kreuz und vom Kreuz Walldorf bis Karlsruhe. Auch der vierstreifige Abschnitt entlang der Bergstraße von Darmstadt über Heidelberg nach Walldorf ist relativ stark befahren, obwohl mit den Autobahnen 6 und 67 eine nur wenige Kilometer westlich parallel verlaufende und teilweise sechsstreifig ausgebaute Alternativroute besteht.
Teilstücke der BAB 5 bei Frankfurt und Karlsruhe zählen zu den am meisten befahrenen Straßen Deutschlands. Nach einer Erhebung der Bundesanstalt für Straßenwesen (BASt) aus dem Jahre 2015 zählte der Abschnitt vom Westkreuz Frankfurt zur Anschlussstelle Frankfurt-Niederrad mit 161.000 Fahrzeugen pro Tag zu den Top 10 der Strecken mit der höchsten durchschnittlichen täglichen Verkehrsstärke (DTV). Nur die BAB 3 bei Köln und die Berliner Stadtautobahn BAB 100 sind stärker befahren. In der 5-Jahres-Zählung aus dem Jahr 2010 war der Abschnitt zwischen Darmstadt-Eberstadt und Seeheim-Jugenheim mit über 100.000 Fahrzeugen der am zweitstärksten belastete vierstreifige Autobahnabschnitt Deutschlands. Das Frankfurter Kreuz ist bereits seit Jahren der verkehrsreichste Straßenknotenpunkt Deutschlands und einer der verkehrsreichsten Europas.
Abschnitte mit DTV von mehr als 120.000 pro Tag
| Abschnitt                                     | DTV     |
| --------------------------------------------- | ------- |
| Bad Homburger Kreuz – Nordwestkreuz Frankfurt | 132.200 |
| Nordwestkreuz Frankfurt – Westkreuz Frankfurt | 120.000 |
| Westkreuz Frankfurt – Frankfurt-Westhafen     | 160.800 |
| Frankfurt-Westhafen – Frankfurt-Niederrad     | 150.900 |
| Frankfurt-Niederrad – Frankfurter Kreuz       | 156.500 |
| Frankfurter Kreuz – Zeppelinheim              | 143.800 |
| Zeppelinheim – Langen/Mörfelden               | 135.700 |
| Langen/Mörfelden – Weiterstadt                | 130.700 |
| Weiterstadt – Darmstädter Kreuz               | 138.100 |
| Karlsruhe-Mitte – Dreieck Karlsruhe           | 134.500 |

## Ausbauzustand
Aufgrund ihrer Bedeutung als wichtige internationale Nord-Süd-Verbindung ist im Endzustand ein Ausbau eines Großteils der Strecke auf mindestens sechs Fahrstreifen vorgesehen. Derzeit weisen nur die Abschnitte vom Gambacher Kreuz zum Westkreuz Frankfurt und vom Kreuz Walldorf bis kurz hinter die Anschlussstelle Offenburg sechs Fahrstreifen, der Abschnitt vom Westkreuz Frankfurt zum Darmstädter Kreuz acht Fahrstreifen auf. Auf einigen hessischen Abschnitten bestehen temporäre Seitenstreifenfreigaben, die bei hoher Verkehrsbelastung die Öffnung der Standspur als zusätzliche Fahrspur ermöglichen.

### Grunderneuerung Hattenbacher Dreieck – Gambacher Kreuz
Zwischen dem Autobahnbeginn am Hattenbacher Dreieck und dem Gambacher Kreuz ist die BAB 5 bis heute nahezu durchweg vierstreifig. Eine Ausnahme bildete von Beginn an der Aufstieg aus dem Schwalmtal auf das Knüllgebirge hinter Alsfeld in Fahrtrichtung Kassel, wo eine zusätzliche LKW-Kriechspur besteht, die mit Blockmarkierung ausgewiesen ist und einem Verzögerungsstreifen ähnelt.
Nach der Grenzöffnung 1989 nahm der Verkehr auf diesem Abschnitt spürbar zu – neben der Nord-Süd-Hauptverbindung nutzt seitdem auch der Ost-West-Verkehr in Richtung Osteuropa diesen Streckenabschnitt, da die BAB 4 im Sauerland nach wie vor eine Baulücke aufweist. Der noch im Reichsautobahn-Querschnitt gehaltene Abschnitt mit engen Kurven und starken Längsneigungen war dem Verkehrsaufkommen nicht mehr gewachsen. Im Laufe der Jahre nach der Wiedervereinigung wurden daher durchgehend Standstreifen angelegt und die Fahrbahn zwischen Reiskirchen und Homberg (Ohm) in Fahrtrichtung Kassel/Hattenbacher Dreieck um einen Fahrstreifen erweitert. Mit dem Ausbau des etwa 10 km langen Abschnitts zwischen Nieder-Gemünden (zwischen den Anschlussstellen Alsfeld-West und Homberg (Ohm)) und den Rastplätzen Finkenwald und Heg-Berg wurde dieses Vorhaben im Jahr 2009 abgeschlossen.

### Sechs- bis achtstreifiger Ausbau Gambacher Kreuz – Darmstädter Kreuz

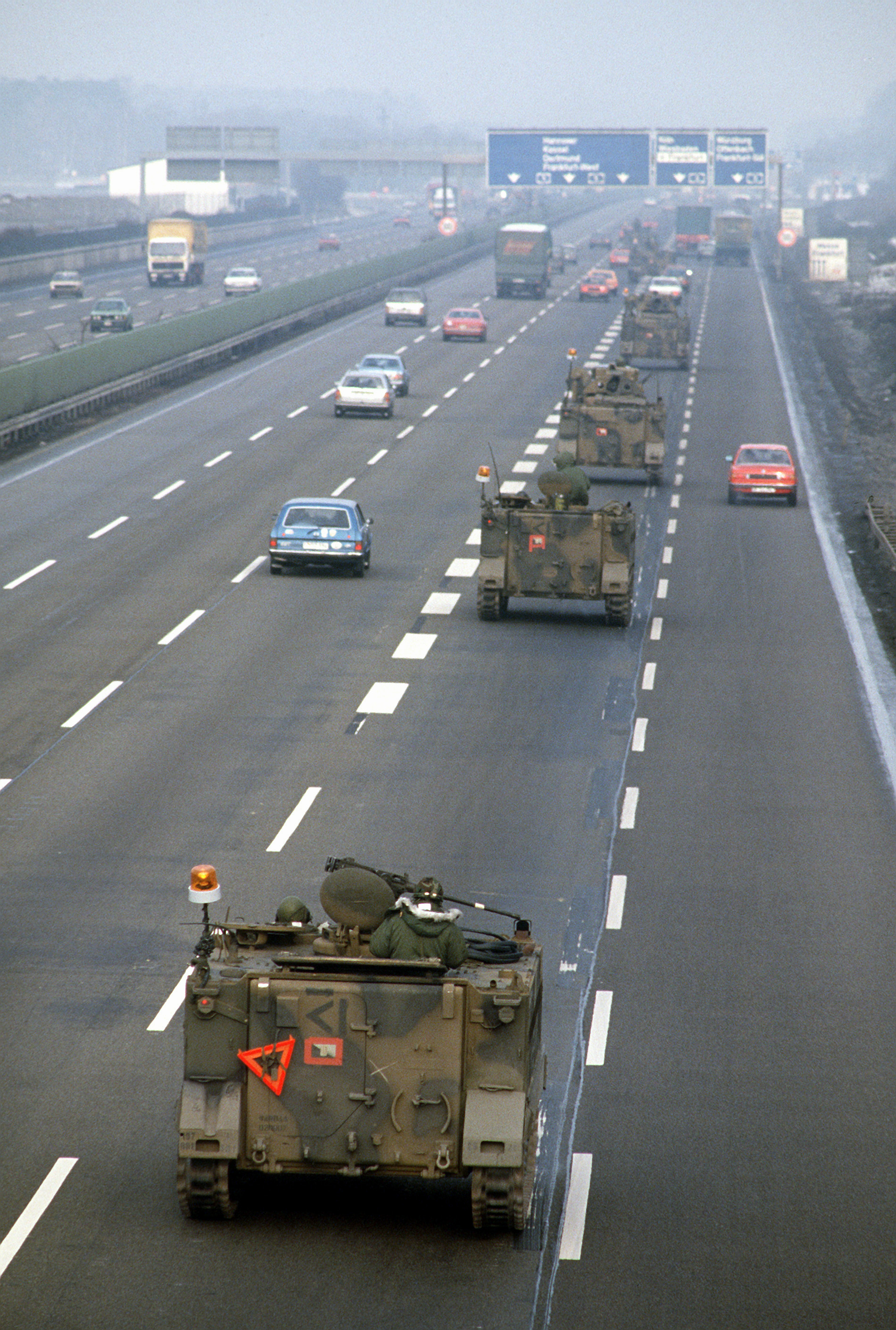
Ausgebauter Abschnitt südlich des Frankfurter Kreuzes, 1985

Zwischen dem Gambacher Kreuz und dem Darmstädter Kreuz wurde die Autobahn schon in den 1970er Jahren verbreitert. Dabei wurden zwischen dem Gambacher Kreuz und dem Westkreuz Frankfurt die Autobahn von vier auf sechs, von dort bis zum Darmstädter Kreuz auf acht Fahrstreifen erweitert. Die Hauptfahrbahn im Frankfurter Kreuz hat nur sechs Fahrstreifen.
Südlich des Frankfurter Kreuzes begann der Ausbau im Jahr 1972, nördlich 1974. Die bestehende Fahrbahn wurde dabei zu beiden Seiten verbreitert, wodurch sich die Fahrbahnbreite auf dem achtstreifigen Abschnitt sogar mehr als verdoppelte. Die Mainbrücke bei Frankfurt-Griesheim wurde abgerissen und durch einen Neubau ersetzt. Der erste Überbau der als Europabrücke bezeichneten, neuen Autobahnbrücke über den Main wurde im September 1976 für den Verkehr freigegeben. Die zweite Brückenhälfte wurde im Juni 1978 fertig, zusammen mit der Gesamtfertigstellung des Ausbaus.
Mit knapp 20 km Länge ist das Teilstück vom Frankfurter zum Darmstädter Kreuz der längste Autobahnabschnitt in Deutschland mit mehr als sechs Fahrstreifen und war bis zur Erweiterung der BAB 3 zwischen der Anschlussstelle Frankfurt-Süd und dem Offenbacher Kreuz Anfang der 1990er Jahre auch der einzige. Mittlerweile sind auch weitere Abschnitte auf der BAB 3 bei Köln, der BAB 8 bei Stuttgart, der BAB 9 nördlich von München und ein südlicher Teil des Berliner Rings (BAB 10) mit acht Fahrstreifen versehen.

### Sechsstreifiger Ausbau Kreuz Walldorf – Baden-Baden
Das verkehrsreiche Teilstück zwischen dem Kreuz Walldorf und der Anschlussstelle Karlsruhe-Durlach wurde ebenfalls in den 1970er Jahren auf sechs Fahrstreifen erweitert. Die Tankstellen im Bereich Karlsruhe-Durlach, die 1937 auf der Westseite und 1958 auf der Ostseite eröffnet wurden, fielen aus Platzgründen weg und wurden abgerissen. Es handelte sich bei ersterer um einen der wenigen noch bestehenden Standorte derartiger Autobahntankstellen aus der Zeit des Nationalsozialismus. Im Laufe der 1980er Jahre folgte schrittweise der Ausbau in Höhe von Karlsruhe: Bis etwa 1981 zwischen Karlsruhe-Durlach und dem Dreieck Karlsruhe, um 1990 ist die Autobahn dann vom Dreieck Karlsruhe weiter bis zur Anschlussstelle Rastatt verbreitert worden.
Über die Anschlussstelle Karlsruhe-Mitte entstand mit dem Bau der autobahnähnlichen Karlsruher Südtangente eine durchgehend vierstreifig ausgebaute und planfreie Verbindung zwischen der BAB 5 und der BAB 65 bei Wörth am Rhein. Die Anschlussstelle wurde am 24. Juli 1988 dem Verkehr übergeben.
Anfang 1996 begann der sechsstreifige Ausbau zwischen den Anschlussstellen Rastatt und Baden-Baden. Dieser wurde nach einem Jahr und neun Monaten Bauzeit am 19. Juni 1997 für den Verkehr freigegeben.

### Sechsstreifiger Ausbau Baden-Baden – Offenburg
Der 41,4 km lange Abschnitt zwischen den Anschlussstellen Baden-Baden und Offenburg wurde von 2009 bis 2014 von vier auf sechs Fahrstreifen erweitert. Dieses Projekt war eins der ersten in Deutschland, das nach dem Modell der öffentlich-privaten Partnerschaft realisiert wurde. Dabei erhielt am 10. Februar 2009 die Via Solutions Südwest, ein Konsortium aus den Unternehmen Vinci, Meridiam und Kirchhoff, vom Bundesverkehrsministerium den Auftrag, den genannten Abschnitt auszubauen und zusätzlich mit dem bereits ausgebauten Abschnitt von Malsch (nördlich der Anschlussstelle Rastatt) bis Baden-Baden auf 59,8 km zu unterhalten. Im Gegenzug sicherte sich das Konsortium im Rahmend es sogenannten A-Modells für 30 Jahre einen Teil der LKW-Mauteinnahmen auf diesem Abschnitt.
Im Sommer 2009 begannen die ersten vorbereitenden Arbeiten, so wurden mehrere zu kurze Brücken über die Autobahn abgerissen. Der eigentliche Ausbau, für den 350 Millionen Euro an Kosten veranschlagt wurden, folgte anschließend. Es wurden zusätzlich zur breiteren Fahrbahn 12,5 km neue Lärmschutzwände, 58 Brücken und fünf neue unbewirtschaftete Rastanlagen mit zusätzlichen LKW-Kapazitäten (drei in Fahrtrichtung Basel, zwei in Fahrtrichtung Karlsruhe) errichtet.
Obwohl eine Fertigstellung des Projekts für Ende 2013 eingeplant war, verzögerte diese sich um etwa ein Jahr aufgrund von finanziellen Problemen. Als spätest möglicher Fertigstellungstermin wurde der 30. September 2014 vereinbart. Im Juli 2014 wurden die Bauarbeiten schließlich abgeschlossen.

### Verkehrsbeeinflussungsanlagen
Schon seit Anfang der 1970er Jahre wurde entlang der BAB 5 mit technischen Systemen gearbeitet, den Verkehrsfluss auf der stark befahrenen Nord-Süd-Achse zu verbessern, zumal insbesondere der hessische Abschnitt schon damals ein sehr hohes Verkehrsaufkommen aufwies. Begünstigt durch die Parallelführung zur BAB 67 zwischen Frankfurt und Mannheim bzw. Heidelberg wurde am Darmstädter Kreuz eine der ersten Anlagen mit Wechselwegweisern in Form von Prismenwendern installiert. Dabei können unterschiedliche Ziele pro Fahrtrichtung durch drehbare Walzen angezeigt werden. Dieses System wurde später auch an anderen, vorwiegend südhessischen Knotenpunkten installiert, neben dem Darmstädter Kreuz entstand eine ähnliche Anlage auch in der Netzmaschen zwischen Rüsselsheim und Wiesbaden. Anders als heute wurden diese Wegweiser manuell per Fernsteuerung aus der Autobahnmeisterei Rüsselsheim bedient.
Auf dem 30 km langen Abschnitt zwischen der Rastanlage Wetterau und dem Frankfurter Kreuz wurde in den Jahren 1989 und 1995 eine der ersten Streckenbeeinflussungsanlagen auf hessischen Autobahnen in Betrieb genommen. Die Anlage arbeitete bereits mit Leuchtanzeigen in Form von Röhrenbildschirmen und ist in Teilen noch heute in Betrieb. Zusätzlich zu den Anzeigequerschnitten wurden im September 1997 drei sogenannte Additive Wegweiser mit Wechseltextanzeige in Betrieb genommen. Hierbei handelte es sich um große, blau umrandete LED-Tafeln mit Freitextanzeige. Diese waren als Ergänzung zur Verkehrsbeeinflussungsanlage konzipiert und konnten etwa bei Störungen Informationstexte anzeigen. Eine solche Anlage stand in Fahrtrichtung Kassel vor dem Frankfurter Kreuz, die beiden anderen in Fahrtrichtung Basel jeweils vor dem Bad Homburger Kreuz und dem Nordwestkreuz Frankfurt. Gesteuert wurden alle Anlagen von der damaligen Verkehrszentrale Hessen in Frankfurt am Main. Mit dem vermehrten Aufkommen der Dynamische Wegweiser mit integrierten Stauinformationen (dWiSta), zunächst in Hessen und später in ganz Deutschland, wurden diese Anlagen Ende der 2000er Jahre wieder demontiert.
Im Juni 2005 wurden zusätzlich die Abschnitte von der Anschlussstelle Friedberg und dem Nordwestkreuz Frankfurt in beiden Fahrtrichtungen sowie vom Frankfurter Kreuz zur Anschlussstelle Frankfurt-Niederrad in nördliche Fahrtrichtung mit einer Temporären Seitenstreifenfreigabe ausgestattet, sodass bei hohem Verkehrsaufkommen durch Wechselverkehrszeichen der Standstreifen als zusätzlicher Fahrstreifen ausgewiesen wird. Nördlich des Frankfurter Kreuzes stehen somit bei freigegebenem Standstreifen insgesamt fünf Hauptfahrstreifen in nördliche Richtung zur Verfügung. Diese Anlage gehörte neben der ehemaligen auf der BAB 9 bei Garching zu den allerersten in Deutschland eingerichteten Standstreifenfreigaben.
Seit 2010 besteht auf dem Abschnitt zwischen dem Darmstädter Kreuz und der Anschlussstelle Darmstadt-Eberstadt in Fahrtrichtung Süden eine Anlage zur temporären Seitenstreifenfreigabe (TSF), durch die bei hohem Verkehrsaufkommen der Standstreifen als zusätzliche dritte Fahrspur freigegeben werden kann. Für 3,6 Millionen Euro wurde diese Anlage bis Dezember 2019 um 4 km bis zur nächsten Anschlussstelle in südliche Richtung (Seeheim-Jugenheim) erweitert. Geplant ist, die Seitenstreifenfreigabe schrittweise auf die gesamte Strecke zwischen Darmstadt und der Landesgrenze zu Baden-Württemberg auszuweiten.
Mittlerweile erstreckt sich die Streckenbeeinflussung entlang der BAB 5 auf einem Großteil des hessischen Abschnitts: Zwischen dem Hattenbacher Dreieck und dem Frankfurter Kreuz sowie zwischen dem Darmstädter Kreuz und der Anschlussstelle Seeheim-Jugenheim.

## Besonderheiten

### Kilometrierung
Die Kilometrierung der BAB 5 beginnt am Hattenbacher Dreieck nicht bei km 0, sondern bei km 372 und hört an der Schweizer Grenze bei km 814 auf. Diese Nummerierung stammt noch aus der Zeit des Reichsautobahnbaus, als man für viele damals gebaute oder geplante Strecken den Nullpunkt an den Berliner Ring (heutige BAB 10) setzte. Die Kilometrierung der BAB 5 nimmt somit ihren Ursprung am Dreieck Potsdam und entspricht jener der BAB 9. Am Hermsdorfer Kreuz setzt sich diese Kilometrierung entlang der BAB 4 fort, wobei in Richtung Dresden negativ und in Richtung Erfurt positiv gezählt wird. Am Kirchheimer Dreieck, dem westlichen Endpunkt des östlichen Abschnitts der BAB 4 wechselt die Kilometrierung auf die BAB 7 nach Süden, die von Hamburg her kommende Zählung wird nicht weitergeführt. Am Hattenbacher Dreieck wird die Zählung dann sowohl von der BAB 5 als auch der BAB 7 fortgesetzt.
An der Landesgrenze zwischen Hessen und Baden-Württemberg springt die Kilometerzählung um 2 km. Dies liegt daran, dass die ursprüngliche Streckenkilometrierung entlang der heutigen BAB 67 und BAB 656 geführt wurde, was dem Verlauf der alten Reichsautobahnstrecke entspricht. Beim Bau der Strecke Darmstadt–Heidelberg Ende der 1960er Jahre übernahm man die Kilometrierung auf diese und passte sie auf die Fortsetzung in Richtung Schweizer Grenze an. Da diese Strecke rund 2 km kürzer ist als die alte über Mannheim, ergibt sich dieser Versatz.

### Rastanlagen
Entlang der BAB 5 bestehen zahlreiche Rastmöglichkeiten in Form von bewirtschafteten und unbewirtschafteten Anlagen. Einige von diesen weisen eine besondere Historie auf:
Der Rasthof Rimberg befindet sich auf der Kuppe des gleichnamigen Bergs im hessischen Knüllgebirge, am höchsten Punkt der Autobahn kurz nach dem Streckenbeginn am Hattenbacher Dreieck. Schon beim Bau der Strecke zur Zeit des Nationalsozialismus war diese Anlage geplant, die den Reisenden eine weite Aussicht auf das umliegende Mittelgebirgsland, bis zur Rhön, bieten sollte. Aufgrund des Zweiten Weltkriegs kam es zwar zum Bau, aber zu keiner Fertigstellung der Anlage mehr. Das heutige Rasthaus stammt aus dem Jahr 1950 und wurde nach modernen Gesichtspunkten errichtet. Mit Slogans wie „Schönster Punkt an der Autobahn Kassel–Frankfurt“ wurde damals für die noch heute höchstgelegene Rastanlage in Hessen geworben. Da die Anlage nur in Fahrtrichtung Frankfurt existiert, allerdings über Auf- und Abfahrtsrampen auch in Richtung Kassel zu erreichen ist, machte die Nutzung durch den Verkehr beider Fahrtrichtungen mehrfach eine Erweiterung der Parkplätze nötig.
Der Rasthof Pfefferhöhe bei Alsfeld bestand schon vor dem Autobahnbau in den 1930er Jahren. Das damalige Rasthaus „Zur schönen Aussicht“ befand sich an der heutigen Anschlussstelle Alsfeld-West und war nur über diese von der Autobahn zu erreichen. Bei der Gründung der „Gesellschaft für Nebenbetriebe der Bundesautobahnen mbH“ im Jahr 1951 wurde jedoch festgelegt, dass diese das Monopol auf Bau und Betrieb von Rastanlagen im Bereich von 40 m entlang westdeutscher Bundesautobahnen erhält. Da der Rasthof bei Alsfeld diese Grenze knapp überschritt, war er nicht mehr von den Monopolregeln betroffen. Diesen Umstand machte sich der Unternehmer Franz Albert Karbe zunutze und baute ab 1959 die damals größte Rastanlage Europas. Neben einem Hotel mit 177 Zimmern entstanden weitere Dienstleistungen, eine Tankstelle und eine Autowerkstatt. Aufgrund der zentralen Lage im Autobahnnetz und der guten Erreichbarkeit machten unter den zahlreichen Besuchern auch viele Prominente dort Halt und verewigten sich im Gästebuch.
Der Rasthof Reinhardshain wurde zur Zeit des Nationalsozialismus im Zuge des Reichsautobahnbaus errichtet und 1938 für die Fahrtrichtung Frankfurt fertiggestellt. Das Rasthaus wurde nach traditionalistischen Gesichtspunkten (Heimatstil) vom Architekten Paul Bonatz im Auftrag vom Generalinspektor für das Straßenwesen Fritz Todt entworfen. Es sollte als architektonische Grundlage für weitere Rastanlagen entlang des Reichsautobahnnetzes dienen. Raststätte und Tankstelle waren in einem gemeinsamen, rechtwinklig angeordneten Gebäude untergebracht. In das Gebäude zog zunächst eine Dienststelle der Wehrmacht, nach Kriegsende übernahm die US Army das Gelände, die dort eine Tank- und Rastanlage für Armeeangehörige („Dine-A-Mite Snack Bar“) betrieb. Nach der Schließung am 15. Oktober 1952 folgte die Nutzung als Raststätte für den zivilen Verkehr. In den 1950er Jahren entstand auf der gegenüberliegenden Fahrbahnseite eine Anlage für die Fahrtrichtung Kassel und ein Motel für die Fahrtrichtung Frankfurt in einem separaten Gebäude. Das bis heute in Betrieb befindliche Rasthaus aus dem Jahr 1938 steht aus geschichtlichen und gestalterischen Gründen unter Denkmalschutz.
Mitglieder der Jungen Union in Hessen unter der Führung von Volker Bouffier gründeten im Jahr 1978 an der Raststätte Wetterau ein Netzwerk zur gegenseitigen politischen Förderung. Dieser Freundeskreis, die sogenannte „Tankstellen-Connection“, ging dem „Andenpakt“ in der CDU um ein Jahr voraus.
Der Rasthof Taunusblick wurde im September 2008 eröffnet und existiert nur in Fahrtrichtung Basel. An genau dieser Stelle befand sich zuvor eine von deutschlandweit zuletzt drei Rastanlagen des Army & Air Force Exchange Service (AAFES) der US Army. Die anderen beiden lagen an der BAB 8 bei Leipheim und der BAB 9 bei Ingolstadt. Die Anlage bei Praunheim wurde 1949 eröffnet und verfügte über eine Tankstelle, sowie ein Schnellrestaurant („Zephyr Diner“). Es handelte sich um das erste Diner der US-Armee im Einzugsgebiet des United States European Command. Die Station wurde Anfang der 1990er Jahre geschlossen, das Gelände lag längere Zeit brach.
Am Rastplatz Bornbruch, dieser wurde erst 2014 aufgrund neuer Richtlinien so benannt, befindet sich ein Gedenkstein zu Ehren des in der Nähe verunglückten Rennfahrers Bernd Rosemeyer. Dieser verunglückte am 28. Januar 1938 beim Versuch, einen Geschwindigkeitsrekord auf der schnurgeraden und flachen Autobahnstrecke Frankfurt–Darmstadt aufzustellen, tödlich.
Die Raststätte Gräfenhausen geriet im Jahr 2023 in den Fokus der Medien und der Politik, nachdem zahlreiche zentralasiatische Fernfahrer wegen ausbleibender Lohnzahlungen durch die polnische Spedition Mazur vor Ort über Monate in den Streik traten. Einige legten einen Hungerstreik ein. Der Versuch der Firma, die Lkw durch eine Sicherheitsfirma am Karfreitag 2023 zurückzuholen, löste einen Polizeieinsatz aus. Firmeninhaber Lukasz Masur drohte den Fahrern Gewalt an. Die Aktionen der Fahrer erhielten Unterstützung aus der Bevölkerung, den DGB und durch ver.di. Außerdem kam es vor Ort zu einem Treffen der Fahrer mit Torsten Safarik, dem damaligen Präsidenten des Bundesamt für Wirtschaft und Ausfuhrkontrolle.
Benachbart zum Rasthof Baden-Baden liegt die pyramidenförmige, 1978 eingeweihte Autobahnkirche St. Christophorus Baden-Baden.

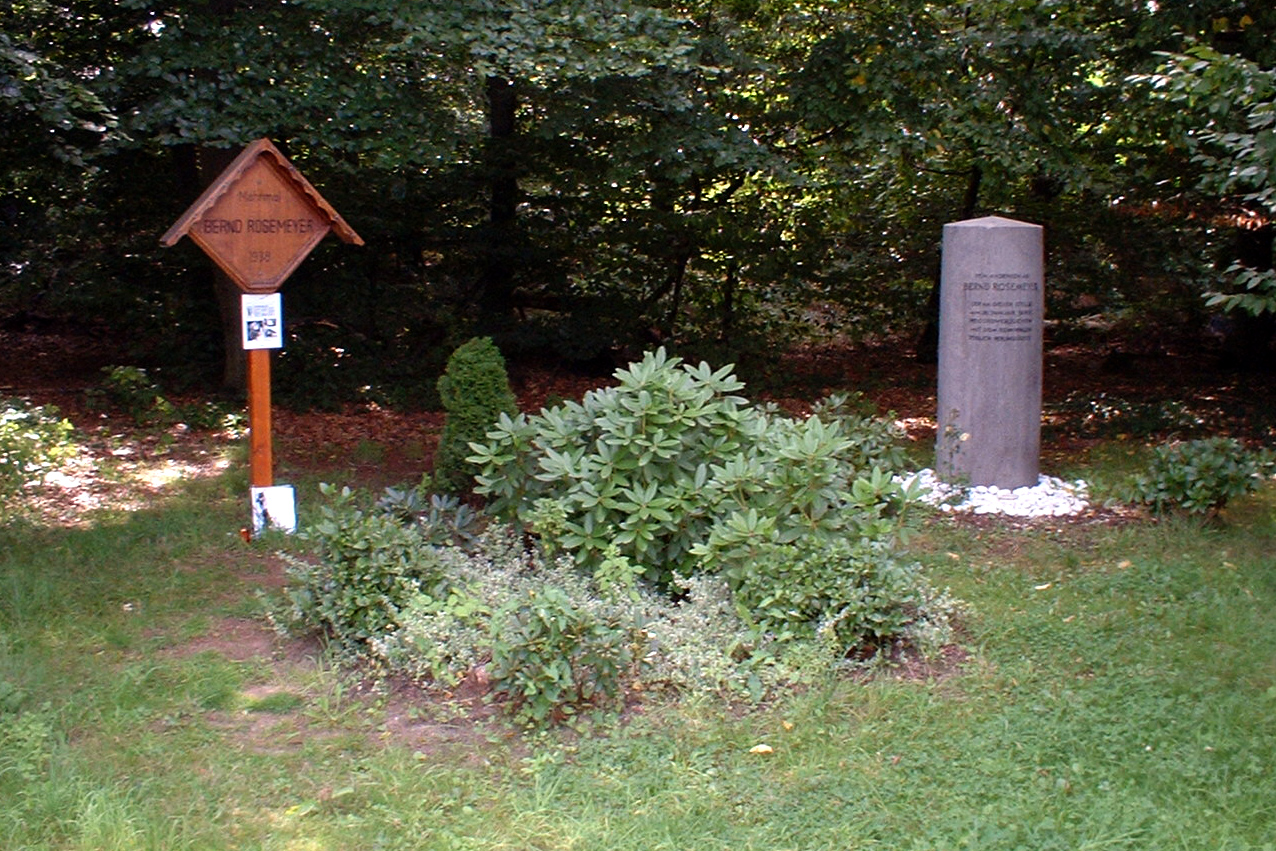
Bernd-Rosemeyer-Gedenkstätte
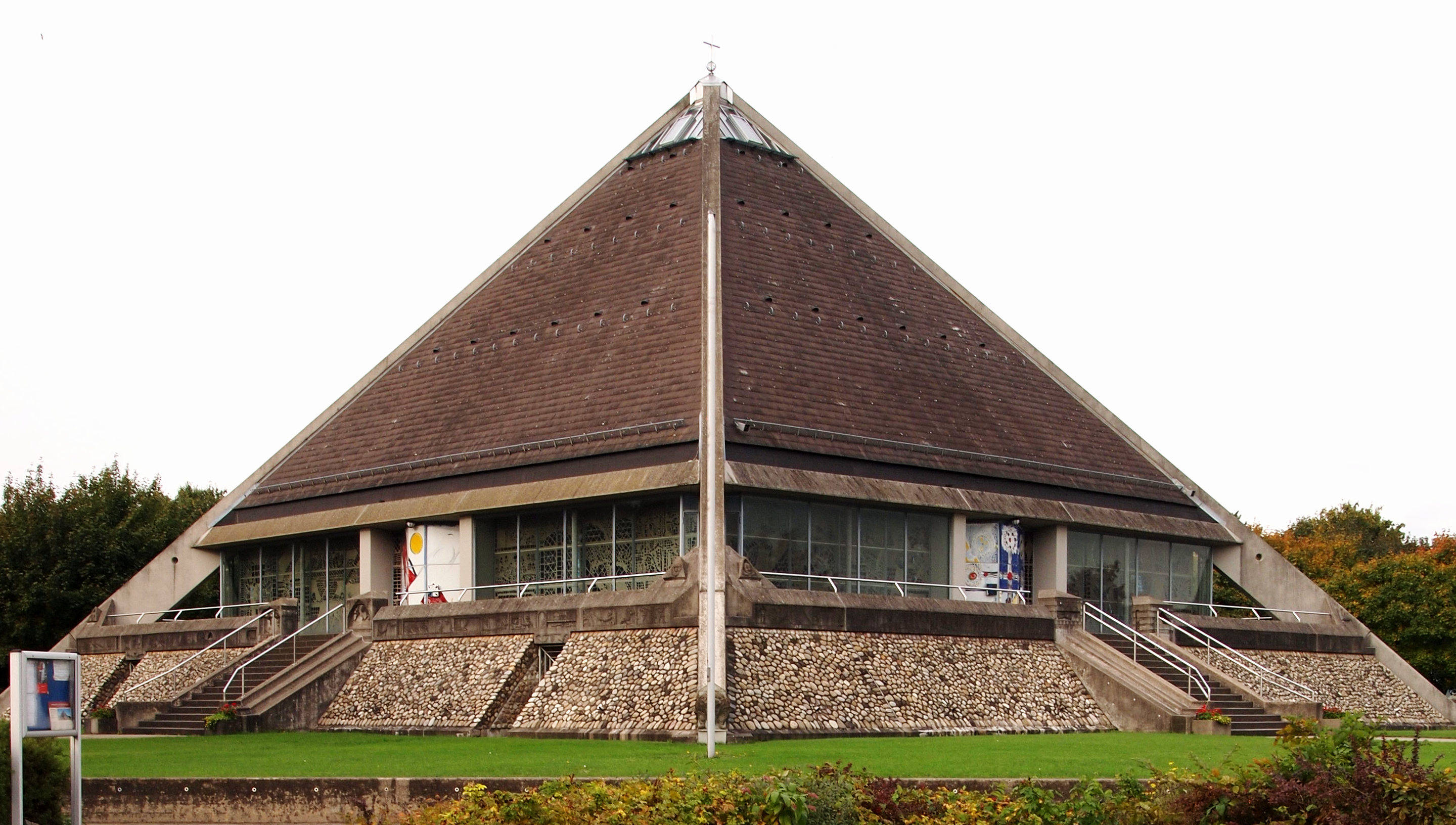
Autobahnkirche Baden-Baden

### Autobahn und Flughafen

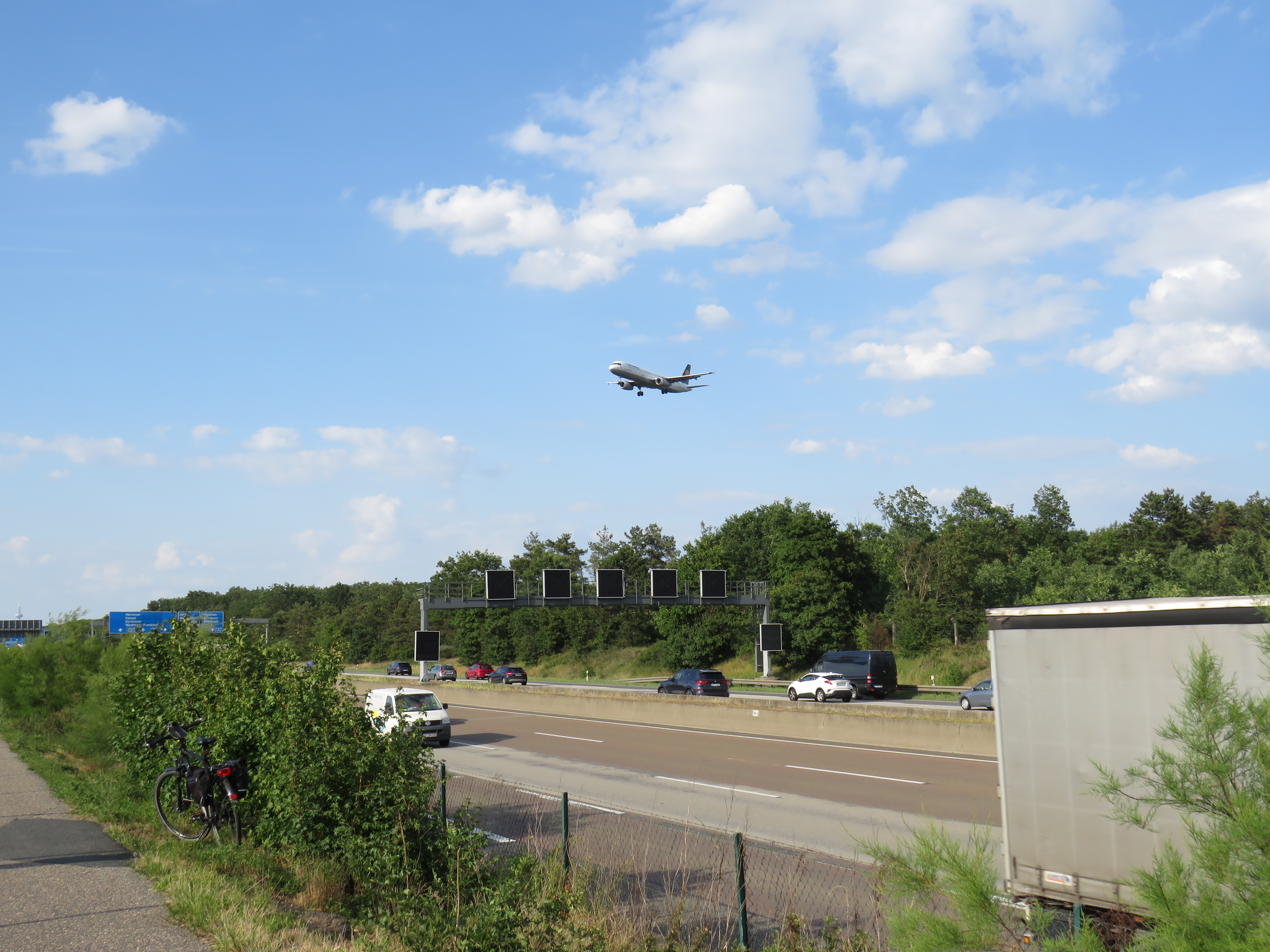
Eine Maschine der Lufthansa im Landeanflug über der BAB 5

Südlich des Frankfurter Kreuzes führt die BAB 5 unmittelbar östlich an den zwei Start- und Landebahnen des Frankfurter Flughafens vorbei. Teilweise fliegen die ankommenden Flugzeuge daher sehr tief über die Autobahn. Unmittelbar westlich der Strecke befindet sich ein leicht erhöhter Aussichtspunkt, der Planespotting ermöglicht und über eine Fußgängerbrücke über die BAB 5 zu erreichen ist. Die Lage des heutigen Flughafens wurde bereits von Anfang an durch den Verlauf der damals in Bau befindlichen Reichsautobahn bestimmt, so entstand dort von 1934 bis 1935 mit dem „Weltflug- und Luftschiffhafen Rhein-Main“ die zentrale Basis für Luftschiffe in Deutschland. Die heutige Anschlussstelle Zeppelinheim wurde ebenfalls zu dieser Zeit angelegt und hieß zuerst „Luftschiffhafen Rhein-Main“. Die Siedlung Zeppelinheim, die 1934 auf Neu-Isenburger Gebiet als Siedlung für Angestellte des Luftschiffhafens (Luftschiffersiedlung) angelegt wurde, erinnert wie auch die nach ihr benannte Anschlussstelle der BAB 5 an diese Epoche.
In direkter Nachbarschaft zur Autobahn und zum Flughafen wurde 1985 das Luftbrückendenkmal eingeweiht, das wie sein Original in Berlin an die Luftbrücke als Reaktion auf die Berlin-Blockade 1948 erinnert. Die Rhein-Main Air Base auf dem südlichen Gelände des Frankfurter Flughafens diente damals als Ausgangspunkt einer der drei westalliierten Luftkorridore nach West-Berlin. Seit 1988 stehen dort eine Douglas DC-3 und eine Douglas C-54, die bei der Luftbrücke verwendet wurden – allgemein sind diese Maschinen auch als Rosinenbomber bekannt.
Im September 2015 wurde das Denkmalensemble um einen weiteren Zeitzeugen erweitert: Ein Berliner Meilenstein, wie er in den 1950er Jahren an vielen damals bestehenden Autobahnstrecken in Westdeutschland aufgestellt wurde und an die Teilung und erhoffte Wiedervereinigung Berlins und Gesamtdeutschlands erinnern sollte. Das dort ausgestellte Exemplar wurde, wie die meisten Exemplare, von der Künstlerin Renée Sintenis entworfen und am 5. Oktober 1958 durch den Magistrat und Oberbürgermeister der Stadt Frankfurt, den Regierenden Bürgermeister von Berlin und den Präsidenten der Berliner Abgeordnetenhauses eingeweiht. Eingemeißelt war der Schriftzug „Berlin 550 km“ sowie ein stilisierter Berliner Bär. Bis zum Beginn der Arbeiten für den achtstreifigen Ausbau Anfang der 1970er Jahre stand dieser Meilenstein auf dem Mittelstreifen der Autobahn unmittelbar südlich des Frankfurter Kreuzes. Im Anschluss wurde er auf dem Gelände der Autobahnmeisterei Frankfurt am Main verwahrt. Die erneute öffentliche Aufstellung auf dem Gelände des Luftbrückendenkmals geschah am 25. September 2015.

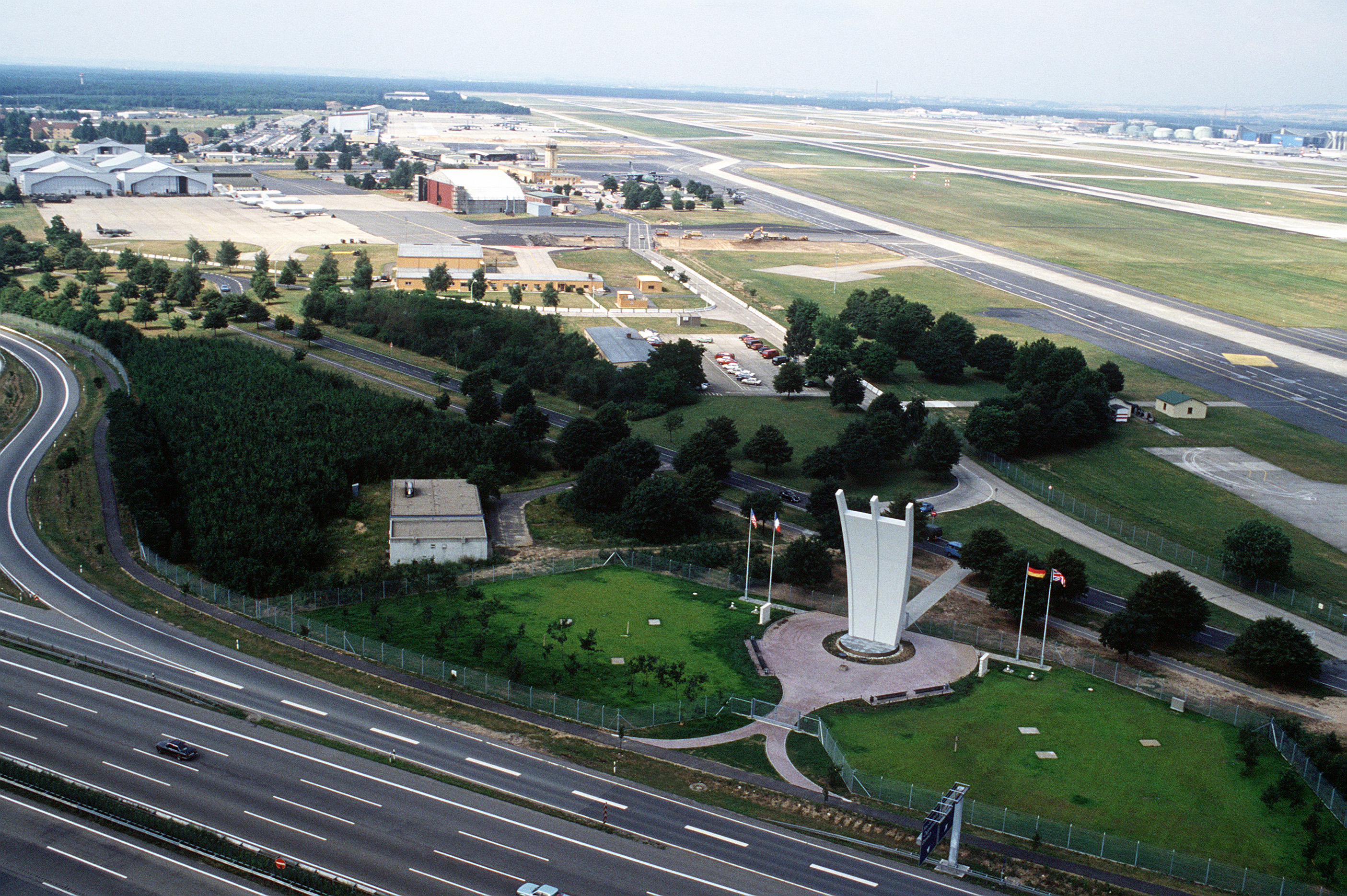
Luftbrückendenkmal im Jahr der Einweihung (1985), noch ohne Flugzeuge
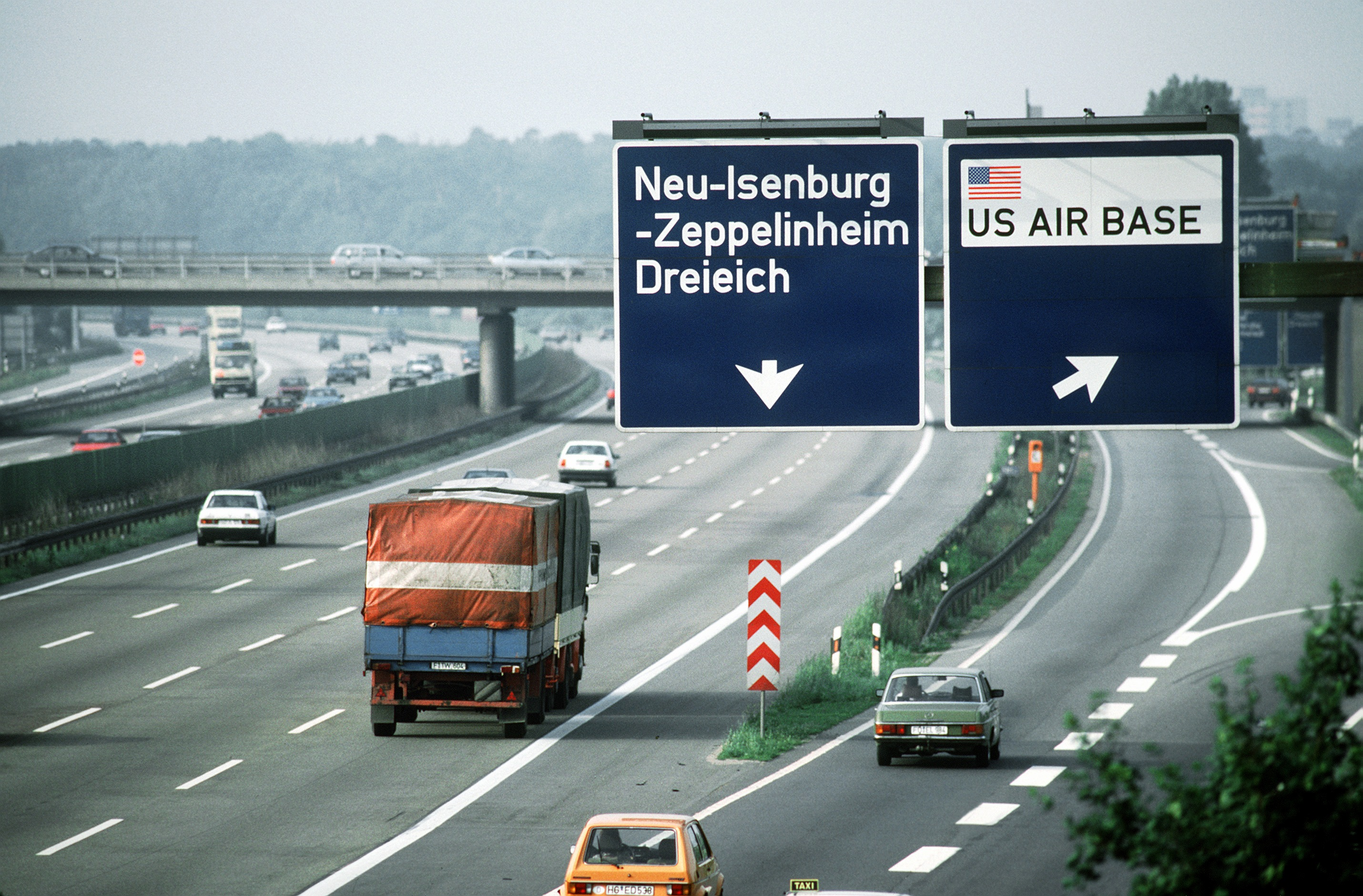
Die bis 2005 bestehende Rhein-Main Air Base war über die Anschlussstelle Zeppelinheim zu erreichen und auch ausgeschildert, 1988
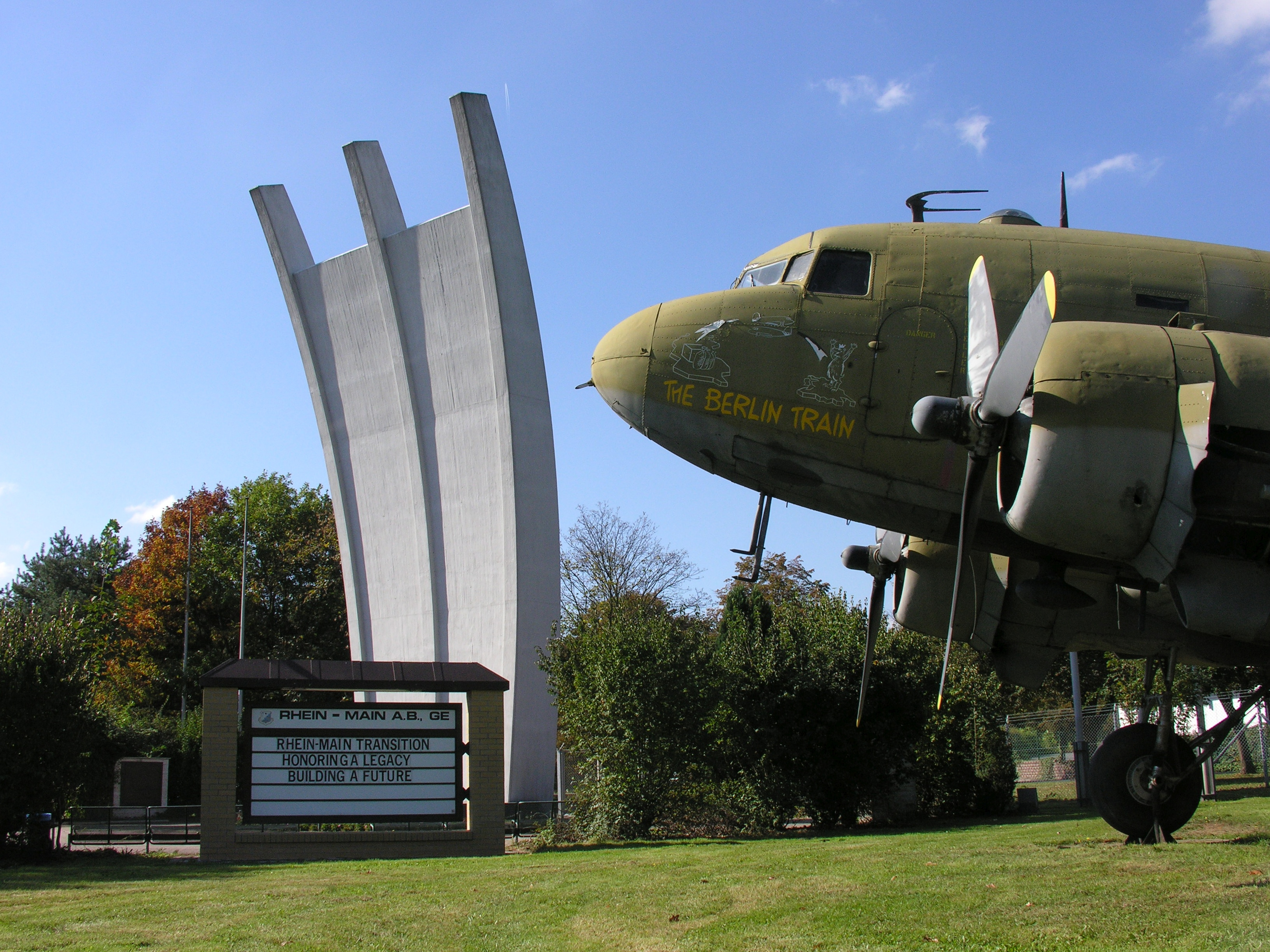
Luftbrückendenkmal und Rosinenbomber, 2007
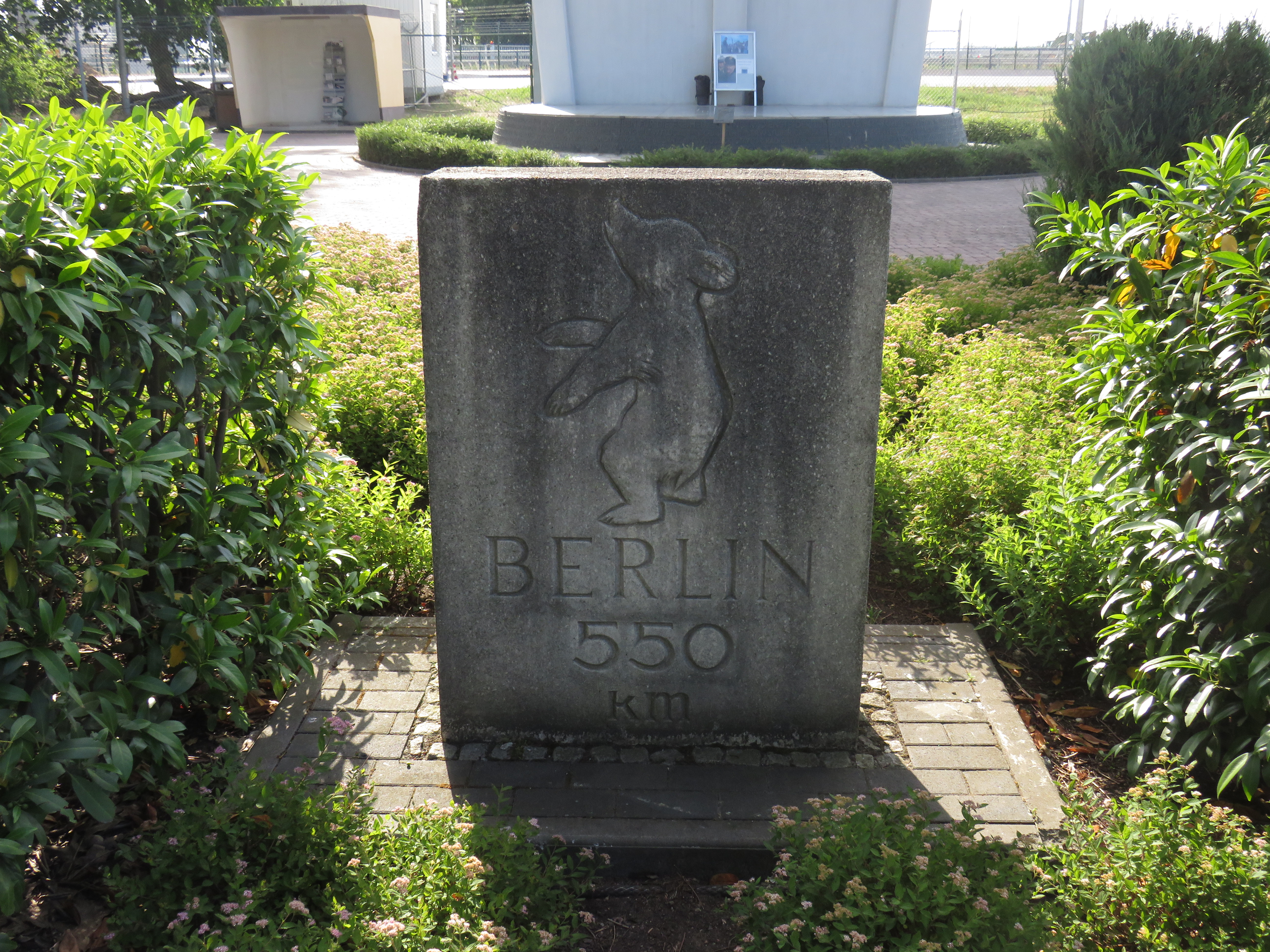
Der „Berliner Bär“, Denkmal ursprünglich im Mittelstreifen der BAB 5 aufgestellt, 2022

### eHighway-Teststrecke

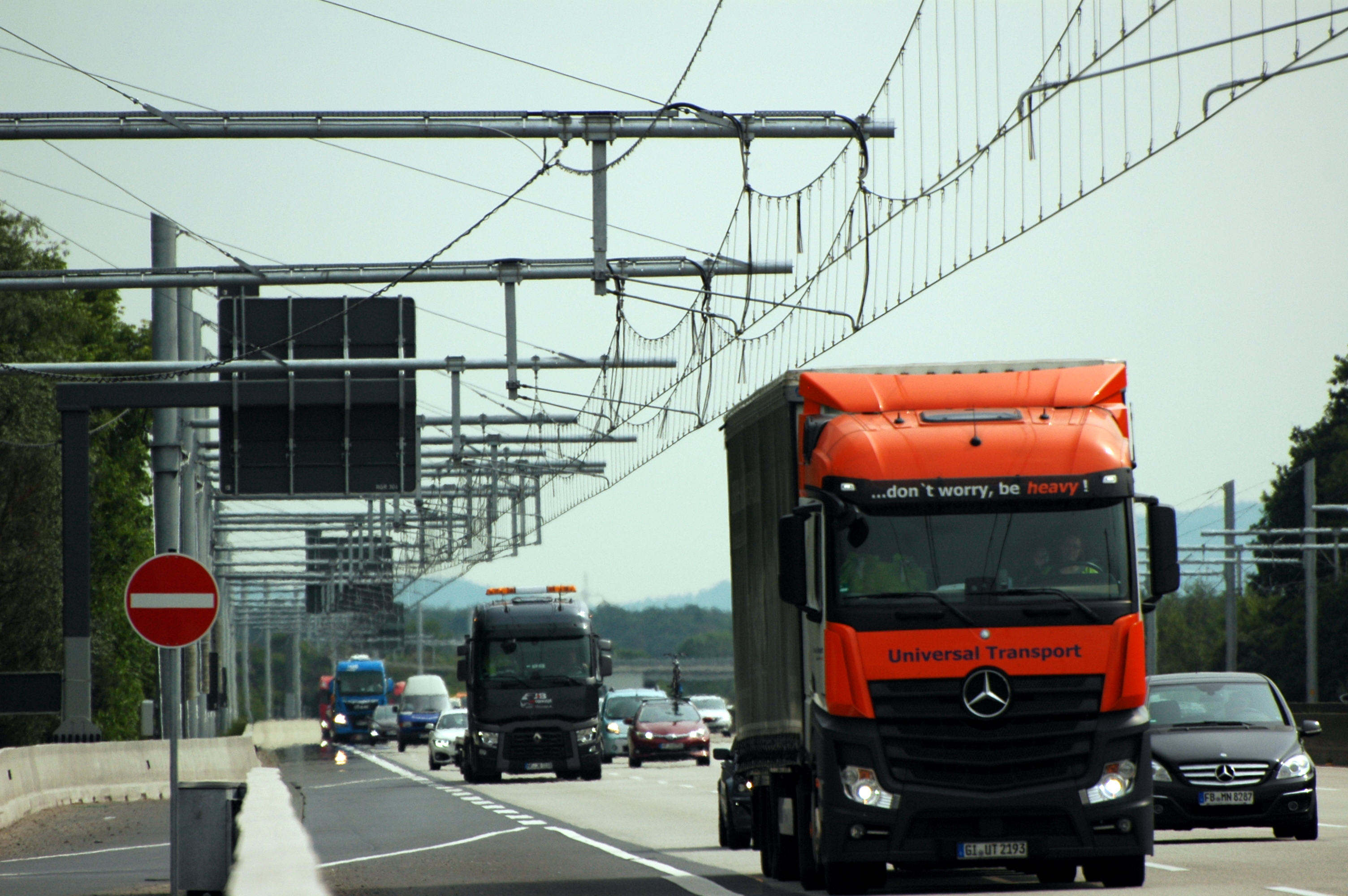
Oberleitung der ELISA-Teststrecke in Höhe der Raststätte Gräfenhausen

Auf dem 5 km langen Abschnitt zwischen den Anschlussstellen Langen/Mörfelden und Weiterstadt befindet sich die erste Teststrecke für Lastwagen mit Stromabnehmern in Deutschland. Das Projekt nennt sich Elisa, das eine Abkürzung von Elektrifizierter, innovativer Schwerlastverkehr auf Autobahnen ist. Die Konzeption einer derartigen Anlage begann 2010 durch die Firma Siemens Mobility, die das Projekt „eHighway“ erstmals im Mai 2012 auf dem International Battery, Hybrid and Fuel Cell Electric Vehicle Symposium (EVS26) in Los Angeles vorstellte. Die erste Teststrecke entstand im selben Jahr in Groß Dölln (Brandenburg), es folgten weitere Tests auf öffentlichen Straßen in Kalifornien und Schweden.
Die Anlage an der BAB 5 ist die erste derartige Strecke im öffentlichen Straßennetz in Deutschland. Ausschlaggebend für die Standortwahl waren mehrere Faktoren: Die Nähe zum Flughafen Frankfurt mitsamt dem Frachtzentrum CargoCity Süd und die Funktion der Autobahn als wichtige Nord-Süd-Achse für den Güterfernverkehr, zudem begleitet das Institut für Verkehrsplanung und Verkehrstechnik der TU Darmstadt das Projekt wissenschaftlich. Mit dem Bau wurde im Oktober 2017 begonnen, ehe am 24. April der erste Mast aufgestellt wurde. Baulich fertiggestellt war die Oberleitungsanlage im November 2018. Start des Testbetriebs war im Mai 2019. Ende 2020 wurde eine Verlängerung des eHighways um weitere 7 km auf in Fahrtrichtung Süden bis 2022 beschlossen. Insgesamt ist die Teststrecke seit der Erweiterung 17 km lang.
Der Bund der Steuerzahler Hessen kritisierte die geringe Nutzung der Strecke von durchschnittlich 12 e-LKW pro Tag, gegenüber von Investitionen von insgesamt 52 Millionen Euro.
Das Ende des eHighway-Projekts ist für Mitte 2025 geplant.

### Notrufsäule
Die meist genutzte Notrufsäule der Autoversicherer stand 2016 in einer Baustelle zwischen Langen und Weiterstadt in Hessen. Von ihr wurden 263 Notrufe abgesetzt.

### „Autobahnraser-Fall“
Zwischen Karlsruhe und Bruchsal kam es auf der A 5 im Juli 2003 zu einem schweren Unfall, der als „Autobahnraser-Fall“ überregionale Bekanntheit erreichte und zur Verurteilung eines Testfahrers führte.

### Karlsruher Dreiecksrennen
Zwischen 1946 und 1951 wurden im Bereich des Autobahndreiecks Karlsruhe Auto- und Motorradrennen gefahren. Aufgrund des damals sehr geringen Verkehrs und teilweise zerstörten Infrastruktur der unmittelbaren Nachkriegszeit waren Sperrungen der öffentlichen Straßen noch relativ problemlos möglich. Der 3400 m lange Kurs bestand aus einer dreieckförmigen Strecke mit drei Haarnadelkurven, die aus den Mittelstreifenüberfahrten der drei vom Dreieck wegführenden Autobahnstrecken bestanden.
Am 29. September 1946 fand hier das erste Rundstreckenrennen in Deutschland nach dem Zweiten Weltkrieg mit prominenten Teilnehmern wie Karl Kling und Hans Stuck statt. Wegbereiter dieses und der nachfolgenden Rennen war der gebürtige Karlsruher Rennfahrer Kurt Nitschky, der bereits im Juli 1946 die erste Nachkriegs-Motorsportveranstaltung überhaupt auf dem Ruhestein in Baiersbronn organisierte. Hierfür gründete er die Süddeutsche Motorrennfahrer-Vereinigung (SMRV) zusammen mit Rennfahrern der amerikanischen und französischen Besatzungszone. Nitschkys Kontakt zum Karlsruher Oberbürgermeister Hermann Veit ermöglichte eine sehr zügige Realisierung der Rennstrecke durch Genehmigungen der amerikanischen Militärregierung und der Karlsruher Polizeibehörde. In einem Schreiben an Oberbürgermeister Veit wurden die Vorzüge des Autobahndreiecks als Rennstrecke erläutert:

„[Das Autobahndreieck zwischen Karlsruhe, Durlach und Ettlingen ist] die geeigneteste Rundstrecke für ein Rennen [...], zumal keinerlei Verkehrsabsperrungen vorgenommen werden müssen um ein Rennen durchzuführen, denn die Autobahn ist dort nach allen drei Richtungen gesprengt und man kann ruhig annehmen, dass diese Strecke auch in den nächsten 5 Jahren für den Allgemeinverkehr nicht befahrbar gemacht werden kann.“

Nach nur einem Jahr löste sich die SMRV wieder auf, sodass das eigentlich vorgesehene Rennen im Juli 1947 abgesagt wurde. In den Jahren 1948 bis 1951 fanden schließlich wieder jährlich Rennen auf dem Autobahn-Rundkurs statt, nun allerdings unter der Leitung des ADAC und dem daran angegliederten Motorsportclub Karlsruhe.

## Planungen/Bau
Ein Um- und Ausbau mehrerer Knoten ist im Bundesverkehrswegeplan 2030 in die neu eingeführte höchste Kategorie Vordringlicher Bedarf – Engpassbeseitigung (VB-E) eingestuft. Dies betrifft das Bad Homburger Kreuz, Nordwestkreuz Frankfurt, Westkreuz Frankfurt, Darmstädter Kreuz sowie das Autobahnkreuz Walldorf.
Für den nördlichsten Teil der A 5 vom Hattenbacher Dreieck bis Gambacher Kreuz war im vorher geltenden Bundesverkehrswegeplan 2003 noch ein sechsstreifiger Ausbau auf gesamter Länge mit dem Status Weiterer Bedarf vorgesehen, für den Abschnitt südlich des 2025 eröffneten Ohmtal-Dreiecks mit der A 49 bestand dabei Planungsrecht. In der bis 2030 gültigen Neuauflage entfiel der Abschnitt nördlich des Dreiecks mit der A 49 völlig, und zwischen Reiskirchen und Gambacher Kreuz besteht kein Planungsrecht mehr. Dafür wurde allerdings der Abschnitt zwischen Reiskirchen und dem Ohmtal-Dreieck mit der A 49 in den VB-E eingestuft.
Für den Abschnitt vom Gambacher Kreuz bis zum Nordwestkreuz Frankfurt ist im Bundesverkehrswegeplan ein achtstreifiger Ausbau vorgesehen. Nördlich der AS Friedberg erfolgte dabei eine Einstufung in den Weiteren Bedarf mit Planungsrecht, südlich der AS Friedberg in die höchste Kategorie Vordringlicher Bedarf (bzw. im BVWP 2030 sogar VB-E). Die derzeitige Planung sieht vor, dass 24 Bauwerke/Überführungen neu gebaut, vier verbreitert und drei ohne Ersatz abgerissen werden müssten. Der Ausbau soll zur Verbesserung der Verkehrsverhältnisse und Erhöhung der Verkehrssicherheit beitragen. Zudem soll, wie bisher auch, der Standstreifen temporär als Fahrstreifen freigegeben werden können.
Im Vorgriff soll bis 2018 die Anschlussstelle Friedberg umgebaut (neue Direktrampe Richtung Norden, und zusätzliche Verteilerfahrbahn Richtung Süden) und dabei bereits für den zukünftigen achtstreifigen Ausbau ausgelegt werden.
Aus einem Beschluss der Stadtverordnetenversammlung Frankfurt am Main vom 2. Februar 2023 ging die Ablehnung der Stadt gegenüber einem zehnstreifigen Ausbau zwischen der Anschlussstelle Friedberg und dem Frankfurter Kreuz unabhängig von Ergebnissen einer Machbarkeitsstudie hervor. Diese wurden im Juni 2024 durch die Autobahn GmbH veröffentlicht und ergaben die grundsätzliche technische Möglichkeit eines Ausbaus sowie Gesamtkosten von 1,1 Milliarden Euro. Bereits kurz nach der Publikation teilten unter anderen Verkehrsdezernent Wolfgang Siefert (Grüne) ihre Ablehnung gegenüber dem Vorhaben, der hessische Verkehrsminister Kaweh Mansoori (SPD) bemerkte den zusätzlich notwendigen Lärmschutz. Ende September 2024 demonstrierten rund 4000 Menschen gegen den Autobahnausbau auf der A 648.
Da auch der bereits achtstreifige Abschnitt zwischen dem Westkreuz Frankfurt und dem Frankfurter Kreuz an seine Kapazitätsgrenze stößt, ist für diese Strecke sowie den nördlich anschließenden Abschnitt bis zum Nordwestkreuz ein zehn- bis zwölfstreifiger Ausbau geplant und im BVWP 2030 in der höchsten Kategorie VB-E eingestuft. Aufgrund der kurzen Abfolge mehrerer Anschlussstellen sollten nach ersten Machbarkeitsstudien dort Fern- und Lokalverkehr jeweils eigene Fahrbahnen mit je nach Variante und Abschnitt jeweils zwei bis vier Fahrstreifen pro Richtung erhalten. Die Planungsarbeiten haben Ende 2018 noch nicht begonnen. Allerdings ist die zuvor in Fahrtrichtung Süden fehlende Ausfahrt der AS Frankfurt-Niederrad bis zum 8. Juli 2013 neu errichtet worden. Eine Besonderheit hierbei ist, dass sich diese Abfahrt ca. 500 Meter hinter der Auffahrt befindet, da die bestehende Mainbrücke vorerst keine andere mit geringem Aufwand umsetzbare Möglichkeit zuließ. 
Zwischen dem Darmstädter Kreuz und dem Kreuz Walldorf ist ein sechsstreifiger Ausbau vorgesehen. Lediglich der südlichste Teil ab dem Kreuz Heidelberg wurde als vordringlich eingestuft. Der Rest ist als Weiterer Bedarf geplant. Im Rahmen des BVWP 2030 erfolgte eine Einstufung der Abschnitte zwischen Darmstädter Kreuz und Seeheim-Jugenheim sowie zwischen AK Heidelberg und AK Walldorf in den VB-E. Der Abschnitt dazwischen befindet sich weiterhin im Weiteren Bedarf, jetzt allerdings mit Planungsrecht.
Der weitere Verlauf vom Kreuz Walldorf bis zum Autobahndreieck Karlsruhe (im alten BVWP 2003 sogar bis zur Anschlussstelle Karlsruhe-Süd) soll von sechs auf acht Fahrstreifen erweitert werden. Die Planung ist ebenfalls mit Status Weiterer Bedarf (im neuen BVWP 2030 mit Planungsrecht) im Bundesverkehrswegeplan eingestuft.
Ebenfalls ein sechsstreifiger Ausbau ist zwischen Offenburg und Bad Krozingen geplant und in den Weiteren Bedarf eingestuft worden – zwischen Offenburg und Freiburg-Mitte besteht dabei Planungsrecht. Ab 2024 soll der Abschnitt Offenburg-Freiburg-Mitte auf sechs Fahrstreifen ausgebaut werden.
Im bis 2016 gültigen BVWP 2003 war dieser Ausbau sogar weiter bis zum Grenzübergang Weil geplant, und der Abschnitt zwischen den Anschlussstellen Teningen und Freiburg-Mitte in den vordringlichen Bedarf eingestuft. In Zeiten des Klimawandels stoßen diese Pläne allerdings auf zunehmende Kritik.
Der Bau einer zusätzlichen Anschlussstelle Rastatt-Mitte befand sich im Frühjahr 2009 im Vorplanungsstadium. Im Jahr 2012 stellte das Regierungspräsidium Karlsruhe jedoch den inzwischen favorisierten Plan vor, die Anschlussstelle Rastatt-Nord zu einem Vollkleeblatt auszubauen.
Die Raststätte Schauinsland auf der Gemarkung von Freiburg in südlicher Fahrtrichtung bietet zu wenig Stellflächen für LKW und so gab es schon Ende des 20. Jahrhunderts Planungen, sie zu erweitern. Doch dann würde sie zu nah an das Wohngebiet Hochdorf heranrücken, von wo es Widerstand gab. Das Regierungspräsidium Freiburg als Planer fasste daraufhin als Ersatz ein Gebiet nördlich der Anschlussstelle Freiburg-Nord auf der Gemarkung der Gemeinde March ins Auge. Auch von dort kam Widerstand. Der Verband Spedition und Logistik Baden-Württemberg weist auf die verschärfte Situation der Lastwagenfahrer, die zurzeit in Gewerbe- und Wohngebiete ausweichen müssen, um ihre Ruhezeiten einzuhalten. Seit 2021 ist die Autobahn GmbH für die Planungen zuständig, die zur neuen Raststätte auch die Beibehaltung der alten als Parkplatz vorsieht.